# Constitución de la República Dominicana
La Constitución de la República Dominicana, promulgada por primera vez en 1844, es la ley suprema del país que define su estructura política, jurídica y social. Este documento ha sido objeto de numerosas reformas a lo largo de la historia dominicana, adaptándose a los cambios sociales, económicos y políticos del país. La Constitución dominicana refleja la influencia de otras constituciones internacionales, particularmente la Constitución de los Estados Unidos y la Constitución francesa, además de principios fundamentales de derecho constitucional y republicanismo.
Desde su promulgación, la Constitución ha evolucionado para establecer y proteger derechos fundamentales, como los derechos civiles, derechos sociales, y más recientemente, los derechos ambientales. Estas reformas han permitido la adaptación de la Carta Magna a la sociedad dominicana y sus demandas, fortaleciendo los pilares de la democracia y la participación ciudadana.
A lo largo de los años, han surgido varios momentos clave en la historia constitucional dominicana. Durante la dictadura de Trujillo, se realizaron cambios en el texto constitucional para consolidar el poder autoritario. Tras la caída de este régimen en 1961, la Constitución fue reformada para promover la transición democrática, y en 1966, se adoptaron medidas para consolidar la democracia en el país. Las reformas más recientes de 2015 y 2024 se han enfocado en ampliar los derechos fundamentales y mejorar la eficiencia de las instituciones del Estado dominicano, tales como el Tribunal Constitucional y el Consejo Nacional de la Magistratura. 
Actualmente, la Constitución continúa siendo un reflejo de los ideales democráticos y sociales del país, con disposiciones para garantizar el respeto de los derechos ciudadanos y la estabilidad del sistema democrático. La Carta Magna establece procedimientos específicos para su modificación, buscando un equilibrio entre la soberanía nacional y la justicia social. Además, su texto se complementa con tratados internacionales de derechos humanos que fortalecen la protección de los derechos en el país.

## Contexto Histórico y Primera Constitución (1844)
La Constitución de la República Dominicana de 1844, redactada inmediatamente después de la independencia de la República Dominicana, representó el primer intento formal de organizar el Estado dominicano y definir su estructura política y jurídica. Surgió en respuesta a la urgente necesidad de consolidar la independencia frente a Haití, que había dominado la parte oriental de la isla desde 1822, y de establecer un marco que garantizara la soberanía nacional y los derechos fundamentales de los ciudadanos.

### Antecedentes y contexto histórico
La Constitución dominicana de 1844 se promulgó en un contexto de liberación y construcción nacional, marcado por el deseo de definir la independencia recién obtenida y construir una estructura estatal propia. Tras la Revolución Haitiana (1791-1804), que condujo a la independencia de Haití, el territorio oriental de la isla quedó bajo dominio haitiano desde 1822 hasta 1844. Durante este período, se consolidó un deseo de autonomía en la parte oriental, donde líderes como Juan Pablo Duarte, Ramón Matías Mella y Francisco del Rosario Sánchez promovieron activamente el ideal de independencia. Este impulso culminó con la proclamación de la independencia el 27 de febrero de 1844, que a su vez generó una urgente necesidad de construir un sistema estatal y legal que garantizara la soberanía de la nación y protegiera los derechos ciudadanos.
Durante la ocupación haitiana, el impacto cultural, político y económico profundizó un sentimiento de identidad nacional entre los habitantes de la parte oriental de la isla. Este sentimiento encontró su expresión en la creación de La Trinitaria, una sociedad secreta fundada en 1838 por Duarte, Mella y Sánchez, cuya misión era liberar al país de la dominación extranjera. Los ideales de La Trinitaria, que promovían la soberanía y la justicia, se convirtieron en principios fundamentales en la Constitución de 1844, la cual buscaba establecer una nación independiente con una estructura política representativa y un sistema legal para proteger los derechos de los ciudadanos dominicanos.
El proceso de redacción de la Constitución estuvo influido por las ideas de soberanía popular y republicana, características de la época posrevolucionaria en América Latina. Sin embargo, la creación del nuevo texto constitucional no estuvo exenta de tensiones políticas. Se dividieron las opiniones entre aquellos que deseaban un sistema de gobierno republicano democrático y aquellos que abogaban por una estructura más centralizada, que otorgara mayor poder al Ejecutivo para enfrentar las amenazas internas y externas. Estas divisiones reflejaron los desafíos de construir una nación en un contexto regional inestable y bajo la constante amenaza de nuevas invasiones o interferencias extranjeras.
La Constitución de 1844 fue concebida no solo como un documento legal, sino también como un símbolo de identidad nacional y autonomía para el joven Estado dominicano. Se basaba en principios de derecho republicano e incluía influencias de la Constitución de los Estados Unidos y la Constitución de Cádiz de 1812, que destacaban la división de poderes y la representación política. De este modo, el texto constitucional de 1844 intentó reflejar un equilibrio entre los valores de libertad e igualdad y la necesidad de un gobierno fuerte que asegurara la cohesión y defensa nacional.
Este primer intento de organizar un Estado soberano y democrático mediante la Constitución de 1844 estableció una base sólida para los derechos y deberes de los ciudadanos. Sin embargo, los conflictos internos y las divisiones políticas entre los diferentes sectores sociales y políticos de la época limitaron su implementación. A pesar de estas dificultades, la Constitución de 1844 sentó las bases de la legalidad en la República Dominicana y permaneció como un referente en la lucha por una gobernanza representativa y soberana.

### Influencias externas en su redacción
La redacción de la Constitución dominicana de 1844 estuvo marcada por las influencias de varios modelos internacionales de derecho constitucional, que sirvieron de referencia para construir un marco político que garantizara la soberanía y los derechos ciudadanos. La Constitución de los Estados Unidos fue una de las principales inspiraciones, particularmente en su organización federalista y en su énfasis en la libertad individual y el equilibrio entre los poderes. Los principios estadounidenses de separación de poderes y cheques y balances fueron considerados esenciales para evitar la concentración de autoridad y para proteger los derechos ciudadanos frente a posibles abusos del Estado.
Otra fuente de inspiración importante fue la Constitución francesa de 1791, producto de la Revolución Francesa, la cual promovía ideales de igualdad, soberanía popular, y la protección de los derechos civiles. Esta influencia es evidente en los artículos de la Constitución dominicana que declaraban la igualdad ante la ley y los derechos inalienables de los ciudadanos, buscando construir una sociedad más justa y democrática.
Asimismo, la Constitución de Cádiz de 1812, considerada un hito en el constitucionalismo hispanoamericano, ofreció un modelo parlamentario que fomentaba la representación y la participación ciudadana en el gobierno. El concepto de separación de poderes y un sistema de gobierno basado en la soberanía nacional en la Constitución de Cádiz influyeron en la creación de una estructura tripartita en la Constitución de 1844, con poderes Ejecutivo, Legislativo y Judicial, cada uno con funciones y límites claramente definidos.
Además de estos modelos, la constitución de 1844 reflejó los principios del iluminismo europeo y la doctrina del pacto social, que enfatizaban la idea de que el gobierno debía ser un acuerdo entre gobernantes y gobernados para asegurar el bienestar general. Este concepto se plasmó en las disposiciones que buscaban establecer un equilibrio de poderes y garantizar la responsabilidad de los funcionarios públicos frente a la ciudadanía.

#### Principios del Constitucionalismo Republicano
Los principios de soberanía popular y republicanismo, inspirados en los valores de la Revolución Francesa y la Revolución Americana, tuvieron un papel fundamental en el texto constitucional de 1844. La soberanía popular establecía que el poder residía en el pueblo, y que el gobierno debía responder a sus intereses. Este enfoque fue clave para evitar el autoritarismo y reflejaba el deseo de construir un sistema democrático con amplia representación popular. La Constitución de 1844 incluyó disposiciones que defendían los derechos civiles y políticos de los ciudadanos, consagrando la igualdad ante la ley y la libertad de pensamiento, elementos centrales del pensamiento ilustrado que los líderes dominicanos consideraban esenciales para un Estado libre y soberano.
Este compromiso con la soberanía popular y los derechos individuales buscaba limitar el poder del Estado y proteger a los ciudadanos de posibles abusos, otorgándoles herramientas legales para defender sus libertades. La Constitución también introdujo principios de estado de derecho, en los que todas las autoridades, incluidas las instituciones gubernamentales, estaban sujetas a la ley.
Esta combinación de influencias y principios permitió que la Constitución dominicana de 1844 se estableciera no solo como un documento legal, sino también como un símbolo de la independencia y la identidad nacional, sentando las bases para un sistema de gobierno que aspiraba a reflejar los valores de justicia, igualdad y democracia en la República Dominicana.

### Principios fundamentales y estructura inicial
La Constitución de 1844 estableció principios esenciales que marcaron el inicio del sistema jurídico dominicano, proporcionando una base sólida para la organización del Estado y la protección de los derechos ciudadanos. Estos principios fueron fundamentales en la creación de una identidad nacional y en el establecimiento de un gobierno autónomo y estructurado.
- Soberanía Nacional: La Constitución de 1844 proclamó a la República Dominicana como un Estado libre y soberano, un mensaje directo de autonomía en respuesta a la ocupación haitiana (1822-1844) y a cualquier amenaza externa. La declaración de soberanía no solo confirmó la independencia política, sino que también buscaba asegurar que el gobierno dominicano estuviera libre de influencias extranjeras. Este principio era clave en la defensa de la autodeterminación del país en el escenario internacional.[25]

- Separación de Poderes: La Constitución estableció una clara división entre el Poder Ejecutivo, el Poder Legislativo, y el Poder Judicial. Este principio buscaba evitar la concentración de poder en una sola institución y promover un equilibrio de poderes. Influenciada por las constituciones de Estados Unidos y Francia, esta división fue diseñada para fomentar la independencia de cada rama y para proteger a los ciudadanos de posibles abusos de autoridad.[26]

- Protección de Derechos Fundamentales: La Constitución incluyó la protección de derechos esenciales como la libertad personal, el derecho a la propiedad privada, y la inviolabilidad del domicilio. Estos derechos reflejaban las influencias del iluminismo europeo y de las revoluciones americana y francesa, que priorizaban la libertad individual y la dignidad humana. Estos principios fundamentales representaban una apuesta por la construcción de un Estado que respetara los derechos humanos y limitara el poder del gobierno sobre la vida de los ciudadanos.[27]

#### División de poderes y estructura estatal
La Constitución de 1844 detalló la estructura organizativa del Estado, asignando funciones específicas a cada poder para mantener el equilibrio y promover una administración justa y eficiente:
- Poder Ejecutivo: Encabezado por el presidente, el Poder Ejecutivo se encargaba de la administración general del Estado y de la defensa nacional. Dado el contexto de amenazas extranjeras y la reciente independencia, el presidente tenía amplias facultades en materia de seguridad y diplomacia. Este diseño subrayaba la necesidad de un liderazgo fuerte, capaz de garantizar la estabilidad y proteger la soberanía nacional frente a posibles agresiones externas.[28]

- Poder Legislativo: Compuesto por un sistema bicameral de Cámara de Diputados y Senado de la República Dominicana, el Poder Legislativo tenía la función de crear leyes y regular la administración pública. Este sistema buscaba representar a la ciudadanía en la toma de decisiones nacionales y garantizar que el Ejecutivo estuviera sujeto a control y supervisión. La estructura bicameral se inspiraba en modelos como el de los Estados Unidos, con el objetivo de asegurar una representación diversa y de evitar la centralización de poder legislativo en una sola cámara.[29][30]

- Poder Judicial: Encargado de hacer cumplir la ley y la Constitución, el Poder Judicial estaba compuesto por tribunales responsables de preservar la justicia y garantizar la imparcialidad. La independencia del Poder Judicial era fundamental para el equilibrio de poderes y para la protección de los derechos ciudadanos. Al establecer un sistema judicial autónomo, la Constitución sentó las bases para un estado de derecho en el cual la ley regiría tanto las acciones del Estado como las de los individuos.[31][32]

La estructura establecida en la Constitución de 1844 buscaba consolidar un gobierno efectivo y representativo, con cada poder cumpliendo un papel específico en la administración del país y en la protección de los derechos de sus ciudadanos. Esta organización no solo promovía la independencia de las instituciones, sino que también garantizaba que el Estado actuara dentro de un marco legal, evitando abusos y protegiendo las libertades individuales.

### Legado de la Constitución de 1844
La Constitución de 1844 sentó los cimientos del sistema legal dominicano, configurando una estructura política y social que influiría en la evolución constitucional de la República Dominicana a lo largo de su historia. Este primer texto legal estableció el concepto de soberanía nacional, promoviendo la construcción de una identidad propia y un gobierno que reflejara los intereses del pueblo dominicano. La Constitución no solo fue una declaración de independencia legal, sino también un símbolo de resistencia y autodeterminación frente a amenazas externas y crisis internas.
A lo largo de las siguientes décadas, aunque muchas de sus disposiciones fueron modificadas o adaptadas, el espíritu de la Constitución de 1844 se mantuvo presente, reflejándose en los ideales de soberanía, justicia social y defensa de los derechos fundamentales que persisten en la estructura constitucional actual. Este primer marco legal sirvió de base para futuras reformas y transformaciones, proporcionando una guía en la protección de los derechos ciudadanos y en la lucha contra el autoritarismo.
La Constitución de 1844 también introdujo un modelo de gobernanza basado en la separación de poderes y el equilibrio institucional. Este modelo sentó precedentes importantes para futuras constituciones en el país, que continuaron refinando estos principios para adaptarse a los desafíos específicos de cada época. Con cada revisión, la Constitución fue evolucionando para enfrentar las tensiones sociales y políticas, consolidando el Estado de derecho y promoviendo un sistema de gobierno más inclusivo y representativo.
A lo largo del siglo XX, figuras como José Francisco Peña Gómez y otros líderes reformistas destacaron la importancia de los valores fundacionales de la Constitución de 1844 en la construcción de una democracia moderna. Peña Gómez subrayó que los principios de soberanía popular y justicia social presentes en el texto original constituyen la base de un Estado comprometido con los derechos humanos y la democracia. Según su obra, la Constitución de 1844 influyó profundamente en la lucha por la igualdad y en la consolidación de los derechos civiles y políticos en la República Dominicana, inspirando generaciones de activistas y legisladores.
El legado de la Constitución de 1844 también se evidencia en la manera en que ha inspirado cambios posteriores, como la reforma de 1966, que reafirmó el compromiso con los derechos humanos, y la reforma de 2010, que incluyó nuevas protecciones sociales y ambientales en la Carta Magna. Estas reformas reflejan cómo el espíritu de la primera Constitución sigue vivo en la legislación dominicana actual, adaptándose a los tiempos y fortaleciendo las bases de un gobierno democrático y justo.
A través de múltiples revisiones y transformaciones, la influencia de la Constitución de 1844 ha perdurado, permitiendo que la Carta Magna dominicana continúe evolucionando para enfrentar nuevos desafíos políticos y sociales. En este sentido, el texto original de 1844 no solo estableció las bases del Estado dominicano, sino que también dejó un legado duradero en la concepción de la democracia y los derechos humanos en el país.

## Reformas Constitucionales en la República Dominicana (1844-1961)
Las reformas constitucionales en la República Dominicana entre 1844 y 1961 reflejan la evolución política y social del país, desde los primeros esfuerzos por consolidar el Estado hasta los años de autoritarismo bajo la dictadura de Rafael Trujillo. A continuación se detallan las principales reformas en este período.

### Reforma de 1845: Contexto y características
La reforma de 1845 introdujo cambios significativos en la estructura del gobierno, orientados a establecer un equilibrio más efectivo entre los poderes del Estado. Fue una respuesta a las tensiones políticas emergentes tras la Independencia de la República Dominicana y la necesidad de crear un gobierno capaz de garantizar la estabilidad nacional frente a los desafíos internos y externos.
- Contexto: La reforma de 1845 se llevó a cabo en un periodo caracterizado por una inestabilidad constante, conflictos entre facciones y la influencia de caudillos regionales, como Pedro Santana, cuya autoridad limitaba la cohesión nacional y el funcionamiento adecuado de las instituciones. En este escenario, la reforma fue vista como un intento de establecer un marco sólido de gobernanza para asegurar un liderazgo central capaz de enfrentar las divisiones políticas y sociales.[5][12]

- Características Principales:
  - Separación de poderes: Inspirada en los principios republicanos y en modelos internacionales como las constituciones de Estados Unidos y Francia, esta reforma buscó establecer una división clara entre los poderes Ejecutivo y Legislativo para prevenir abusos de poder y promover un gobierno de pesos y contrapesos.[11][15]
  - Control del Legislativo sobre el Ejecutivo: Con el objetivo de consolidar la independencia de los poderes y evitar la concentración de autoridad, la reforma introdujo medidas de control como la rendición de cuentas obligatoria del presidente ante el Congreso. Esto promovió una relación de vigilancia mutua que buscaba fortalecer la institucionalidad del país.[37][38]
  - Duración del mandato presidencial: Para evitar la perpetuación en el poder, se limitó la duración del mandato presidencial. Sin embargo, la constante inestabilidad llevó a cambios y reelecciones frecuentes en el liderazgo. Esta medida reflejaba el intento de balancear la necesidad de continuidad en la gobernanza con el riesgo de una excesiva concentración de poder, una preocupación significativa en la República Dominicana post-independencia.[7][10][16]
  - Derechos individuales y ciudadanos: La reforma introdujo por primera vez elementos que buscaban proteger derechos fundamentales, aunque de manera limitada. Se reconocieron derechos básicos como la protección a la propiedad privada y la inviolabilidad del hogar, estableciendo una base temprana para la defensa de los derechos ciudadanos. Estos principios respondían a la creciente demanda de una ciudadanía que comenzaba a exigir la protección de sus libertades.[39][40]

La reforma de 1845 fue, en efecto, un primer intento de estructurar el poder de manera que evitara los abusos y promoviera un liderazgo ordenado. No obstante, la influencia de caudillos y la falta de cohesión interna limitaron el impacto de estas reformas en la práctica, reflejando los desafíos que enfrentaba la naciente República Dominicana para lograr estabilidad y cohesión nacional.

### Reformas de 1846 a 1865: Cambios e impacto
Estas reformas representaron intentos de consolidar el poder estatal y lograr estabilidad en un contexto de divisiones políticas y conflictos sociales, caracterizados por la influencia de caudillos como Pedro Santana.
- Reforma de 1846: Se amplió el mandato presidencial a seis años y se buscó fortalecer el Poder Judicial para reducir la intervención del Ejecutivo en asuntos judiciales, promoviendo un sistema más imparcial. Este cambio se inspiró en los modelos constitucionales europeos y americanos, donde la separación de poderes buscaba evitar la concentración de autoridad.[41][15]

- Reforma de 1849: Introdujo elecciones directas para ciertos cargos y limitó la influencia de los caudillos, estableciendo un sistema más centralizado para reducir el poder de los líderes locales. Esta medida buscaba democratizar el proceso electoral, aumentando la participación ciudadana y creando un sistema de control del poder regional.[37][38]

- Reforma de 1854: Concedió mayores facultades al presidente y limitó la capacidad del Congreso para frenar decisiones ejecutivas, promoviendo un Ejecutivo más fuerte en tiempos de inestabilidad. El país atravesaba una crisis de gobernabilidad y esta reforma buscaba consolidar el liderazgo en un solo poder para fortalecer el gobierno.[7][11]

- Reforma de 1858: Implementada en un contexto de fragmentación social, limitó derechos como la libertad de prensa y reunión, consolidando el control del gobierno sobre la opinión pública y fortaleciendo la autoridad estatal. Esta reforma fue especialmente significativa en el establecimiento de un marco autoritario, buscando frenar las crecientes demandas sociales.[41][42]

- Reforma de 1865: Tras la Guerra de la Restauración, esta reforma reafirmó la independencia dominicana y fortaleció el Poder Legislativo y Poder Judicial, garantizando derechos como la libertad de expresión y de asociación, promoviendo un modelo de gobierno más democrático. La influencia de los movimientos independentistas de la región y la necesidad de una estructura de Estado más estable impulsaron esta reforma, que buscaba evitar futuras intervenciones extranjeras y consolidar la democracia.[7][43]

### Reforma de 1874 y su influencia política
La reforma constitucional de 1874 fue una iniciativa clave para reforzar el poder del Poder Ejecutivo en la República Dominicana, reflejando la creciente influencia de caudillos y líderes militares. En este momento, el país atravesaba profundas divisiones y conflictos, en gran parte impulsados por la lucha de facciones políticas y el liderazgo de figuras militares que buscaban consolidar su poder en un contexto de inestabilidad.
- Contexto: La reforma de 1874 se promulgó en un entorno de constantes cambios de gobierno y crisis internas, caracterizado por la inestabilidad que afectaba la cohesión política del país. Entre 1844 y 1874, el país experimentó múltiples reformas constitucionales, golpes de Estado y conflictos entre facciones conservadoras y liberales. Este ambiente de desorden incentivó la creación de un marco constitucional que fortaleciera el poder central como medio de estabilizar la política interna, consolidando el papel del presidente como figura clave para asegurar el control y la unidad del país.[44][45] Este cambio también reflejó la influencia de caudillos, líderes militares y políticos que buscaban consolidar su influencia mediante un gobierno centralizado.

- Características Principales:
  - Refuerzo del Poder Ejecutivo: La reforma de 1874 otorgó al presidente facultades ampliadas, permitiéndole mayor autoridad sobre las decisiones del Estado. Con este cambio, el presidente no solo adquirió un papel más destacado, sino que también se consolidó como la autoridad máxima para promover la estabilidad en tiempos de crisis. La reforma buscaba frenar el poder de los caudillos regionales y asegurar la cohesión nacional, reduciendo el riesgo de divisiones internas. Esta centralización fue impulsada por la necesidad de fortalecer el Estado en un momento de inestabilidad y fragmentación social y política.[7][46]
  - Limitaciones al Legislativo: Con la finalidad de promover un control centralizado, la reforma introdujo restricciones significativas al Poder Legislativo. El Congreso vio limitadas sus facultades de supervisión y su capacidad de interferir en las decisiones ejecutivas, facilitando la concentración de autoridad en manos del presidente. Esta medida estaba orientada a reducir las divisiones políticas y aumentar la eficiencia gubernamental en un momento de gran complejidad política, aunque también limitó la capacidad de representación y control del Legislativo sobre el Ejecutivo. La necesidad de una toma de decisiones rápida y la falta de cohesión nacional hicieron que el gobierno buscara reducir la influencia del Congreso en la política cotidiana, consolidando un modelo de gobernanza más centralizado.[41][47]
  - Consolidación del Control Militar: Otro aspecto clave de esta reforma fue el respaldo que recibió por parte de figuras militares y caudillos que apoyaban un modelo de gobierno autoritario. La centralización en el Ejecutivo fue percibida como una vía para fortalecer el Estado, especialmente frente a las amenazas de inestabilidad interna y conflictos fronterizos. Este fortalecimiento institucional del Ejecutivo facilitó que los líderes militares tuvieran una influencia preponderante en la política, consolidando un Estado donde el poder militar desempeñaba un rol importante en el control político y en la estabilidad del país.[34]
  - Impacto en la Estructura de Gobierno: La reforma de 1874 representó un cambio significativo en la estructura de gobierno dominicana, estableciendo precedentes para futuras reformas que también buscarían centralizar el poder en el Ejecutivo. Aunque este enfoque ayudó a lograr una cierta estabilidad en el corto plazo, también sentó las bases de un sistema donde la concentración de poder sería un tema recurrente. La dependencia en un Ejecutivo fuerte limitó la participación democrática y dejó un legado de centralización que influiría en el desarrollo político de la República Dominicana en las décadas posteriores.[48]

La reforma de 1874 se convirtió en un punto de inflexión en la historia política dominicana, ya que consolidó un modelo de poder centralizado que tuvo repercusiones en la configuración del Estado. Si bien este enfoque respondió a una necesidad de cohesión en tiempos de inestabilidad, también limitó las capacidades de contrapeso institucionales, allanando el camino para el fortalecimiento de futuros gobiernos autoritarios.

### Reformas de 1880 a 1929: Estructura y control político
Durante este período, las reformas constitucionales en la República Dominicana intentaron modernizar la estructura del Estado y fortalecer sus instituciones, aunque enfrentaron obstáculos significativos debido a la influencia persistente de los caudillos y la inestabilidad política que limitaban la implementación de estos cambios.
- Reforma de 1880: Esta reforma estableció un mandato presidencial de dos años, y fue una de las primeras en fortalecer el Poder Legislativo y proteger derechos civiles. Se buscaba reducir la concentración de poder en el Ejecutivo y otorgar más protagonismo al Congreso, permitiendo una mayor representación ciudadana. Sin embargo, la persistente inestabilidad y las intervenciones de líderes regionales, conocidos como caudillos, limitaron su aplicación efectiva y frustraron muchos de estos intentos de democratización.[43][50]

- Reforma de 1884: Esta reforma promovió un sistema de pesos y contrapesos, limitando el poder presidencial y mejorando las normas de sufragio para una mayor participación ciudadana. Inspirada en las experiencias de otros países latinoamericanos que buscaban democratizar sus sistemas, la reforma se enfocó en asegurar la representatividad y limitar el autoritarismo presidencial. Sin embargo, la frágil estructura política del país y la presión de caudillos locales limitaron su impacto, lo cual generó una implementación desigual en distintas regiones.[8][51]

- Reforma de 1896: Esta reforma fortaleció el Poder Legislativo y amplió la protección de derechos ciudadanos, promoviendo un ambiente político más inclusivo y representativo. Inspirada por los movimientos reformistas regionales, la reforma pretendía disminuir el poder de los caudillos, aunque enfrentó gran resistencia de sectores conservadores que defendían la centralización del poder. Su impacto fue limitado debido a los conflictos internos y la falta de cohesión entre las instituciones del Estado, que dificultaron la aplicación uniforme de estas reformas.[52][53]

- Reforma de 1907: La reforma de 1907 estableció un mandato presidencial de cuatro años y reforzó el papel del Congreso, incrementando los controles sobre el Ejecutivo para promover la estabilidad política. El objetivo era asegurar un equilibrio en el sistema de poderes y permitir una mayor continuidad en la administración pública, reduciendo la incidencia de cambios bruscos en el gobierno. Aunque la reforma ayudó a fortalecer formalmente las instituciones, la realidad política del país, aún influenciada por figuras caudillistas, limitó su implementación práctica.[7][54]

- Reforma de 1924: Tras la ocupación estadounidense (1916-1924), esta reforma buscó restablecer la soberanía dominicana y estableció un sufragio universal más inclusivo, marcando un importante paso hacia la democratización del sistema político. Su implementación pretendía reforzar los derechos de participación de todos los ciudadanos, incluyendo aquellos sectores previamente excluidos, y sentar las bases para un gobierno autónomo. Esta reforma fue clave en la consolidación de la democracia dominicana, ya que fortaleció las instituciones y reafirmó el compromiso del Estado con los derechos de la ciudadanía, aunque los desafíos internos continuarían afectando su estabilidad.[55][56]

Durante estas décadas, las reformas buscaron adaptar el sistema constitucional a los desafíos de un Estado en desarrollo, fortaleciendo la representación y la protección de derechos ciudadanos. Sin embargo, la influencia de los caudillos y las continuas luchas de poder ralentizaron el avance de un sistema político plenamente democrático y estable, dejando un legado de reformas que, aunque significativas en papel, enfrentaron dificultades para afianzarse en la realidad política de la época.

### Dictadura de Trujillo y reformas de 1934 a 1961
Durante la dictadura de Rafael Leónidas Trujillo Molina (1930-1961), las reformas constitucionales se utilizaron principalmente para consolidar el poder del régimen, eliminando restricciones al Poder Ejecutivo y limitando los derechos ciudadanos. Este período se caracterizó por la manipulación de la Constitución como un medio para legitimar y perpetuar la autoridad de Trujillo, generando un entorno de represión y censura.
- Reforma de 1934: Esta reforma eliminó las restricciones a la reelección presidencial, permitiendo a Trujillo permanecer en el poder indefinidamente. La enmienda reflejó la intención del régimen de establecer un control total sobre el Estado, suprimiendo cualquier oposición institucional y consolidando la autoridad del presidente sin limitaciones de mandato.[41][57][58]

- Reforma de 1942: En el contexto de la Segunda Guerra Mundial, esta reforma otorgó poderes especiales al presidente bajo la justificación de defensa nacional. Trujillo utilizó el ambiente de tensión global para incrementar su autoridad, estableciendo regulaciones que controlaban la economía y limitaban la libertad de prensa y expresión. La reforma justificó la intervención del régimen en diversas áreas bajo la excusa de seguridad nacional.[8][59][7]

- Reforma de 1947: En respuesta a presiones internacionales por el respeto a los derechos humanos, esta reforma introdujo ciertos derechos civiles en la Constitución. Sin embargo, en la práctica, estas provisiones fueron mínimas, y el régimen continuó limitando la libertad de expresión y persiguiendo a la oposición. Esta reforma fue en gran medida un intento de mejorar la imagen internacional del régimen mientras se mantenía un estricto control autoritario en el país.[43][60]

- Reforma de 1955: Con el propósito de reforzar el control estatal y suprimir la oposición, esta reforma intensificó la censura y la vigilancia estatal, restringiendo aún más la libertad de prensa y limitando las actividades de la sociedad civil. Se implementaron nuevas restricciones, y el régimen vigilaba de cerca tanto a los medios de comunicación como a ciudadanos críticos del régimen, consolidando el sistema de propaganda y control estatal.[61][62]

- Reforma de 1959: En un contexto de descontento popular creciente y presión internacional, esta reforma suprimió algunos artículos de protección de derechos civiles, intensificando la represión contra la oposición. Trujillo utilizó esta reforma para aumentar el control estatal, limitando aún más los derechos de asociación y reunión y sometiendo a vigilancia estricta a grupos sociales y políticos considerados una amenaza.[43][63]

- Reformas de 1960: Se llevaron a cabo dos reformas en 1960 para consolidar aún más el poder de Trujillo. La primera reforma reafirmó los poderes presidenciales y permitió una mayor intervención del gobierno en la vida política y social. La segunda intensificó las restricciones a las libertades civiles, prohibiendo la formación de partidos de oposición y limitando drásticamente la libertad de expresión y prensa. Estas reformas incrementaron el control estatal, eliminando cualquier voz disidente y reforzando el ambiente de miedo característico de la dictadura trujillista.[64][65]

- Reforma de 1961: Poco antes de su asesinato, Trujillo implementó esta última reforma con el objetivo de consolidar su control absoluto. Se adoptaron medidas para eliminar cualquier oposición política y se reforzaron los mecanismos de censura, promoviendo el culto a la personalidad del dictador como líder supremo. Esta reforma, implementada en los últimos momentos de la dictadura, marcó un cierre definitivo al periodo de represión extrema y dejó un legado de desconfianza hacia las instituciones del Estado.[8][66][41]

Durante la dictadura de Trujillo, las reformas constitucionales no solo eliminaron las limitaciones al poder presidencial, sino que transformaron la Constitución en una herramienta de opresión y control. Este período histórico dejó una huella duradera en la política dominicana y en las luchas por los derechos humanos y la democracia, sirviendo como recordatorio de los peligros de la concentración de poder.

## Transición y Reacción Popular (1961-1978)
Tras el asesinato de Rafael Trujillo en 1961, la República Dominicana enfrentó un período de transición caracterizado por un fuerte deseo de democratización y la reconstrucción de sus instituciones. La sociedad dominicana comenzó a rechazar las prácticas autoritarias del régimen trujillista, buscando establecer un marco constitucional que garantizara los derechos civiles y políticos. Durante este periodo, se implementaron varias reformas constitucionales clave en respuesta a las demandas sociales y políticas, que reflejaron los esfuerzos por construir una democracia más estable y representativa.

### Reforma de 1970: Objetivos y contexto
La reforma de 1970 se llevó a cabo en un contexto de presiones políticas y sociales, y fue una respuesta a los desafíos de fortalecer la democracia en un país que aún experimentaba las secuelas de años de autoritarismo y represión.
- Objetivos:
  - Establecer un marco más democrático: La reforma buscaba mejorar la representación política y fomentar la participación ciudadana, en un intento por construir una cultura democrática. Esta medida reflejaba una demanda social de mayor inclusión en los procesos de decisión política y una estructura de gobierno menos centralizada.[7]
  - Fortalecer los derechos civiles: Se incluyeron mecanismos claros para proteger las libertades fundamentales, consolidando los derechos humanos como un pilar fundamental del Estado. Esto respondía a la necesidad de reconstruir la confianza en las instituciones y en la capacidad del gobierno de respetar los derechos de los ciudadanos.[5]

- Contexto:
  - En el marco de la Guerra Fría y la creciente presión de movimientos progresistas, tanto internos como externos, el gobierno dominicano comenzó a implementar reformas que reflejaban el compromiso de construir un sistema político más abierto y democrático. Este contexto ayudó a impulsar cambios para responder a la creciente demanda de transparencia y participación popular.[8]

- Principales Cambios:
  - Mandato presidencial: Se estableció un período presidencial de cuatro años, con la posibilidad de reelección, para permitir una alternancia en el poder y evitar la concentración del mismo en una sola figura, promoviendo así una mayor estabilidad política y alternancia democrática.[69]
  - Fortalecimiento del Poder Legislativo: La reforma reforzó las facultades del Congreso, permitiendo una supervisión más efectiva sobre las decisiones del Ejecutivo y fomentando un equilibrio de poderes que sirviera como un mecanismo de control.[70]
  - Derechos humanos: Se introdujeron disposiciones específicas para la protección de los derechos humanos, reafirmando el compromiso del Estado con la dignidad y libertades individuales. Esto fue un paso crucial hacia la consolidación de un estado de derecho efectivo en el país.[52]

La reforma de 1970 representó un avance hacia la democratización, aunque enfrentó retos debido a la persistencia de prácticas autoritarias y la inestabilidad política en el país. A pesar de estos desafíos, sentó las bases para futuras reformas y promovió un clima de apertura democrática.

### Reforma de 1978: Cambios e implicaciones
La reforma de 1978 se implementó en un contexto de creciente presión social y política para establecer un sistema democrático más robusto. Esta reforma fue vista como un avance significativo en la historia política de la República Dominicana, marcando un hito en la transición hacia la democracia.
- Cambios:
  - Ajuste en la duración del mandato presidencial: Se estableció nuevamente el período presidencial de cuatro años, limitándose a un solo mandato para evitar la perpetuación en el poder y fomentar la rotación del liderazgo político. Este cambio respondía a las demandas de limitar la reelección continua y establecer una estructura de gobierno más equilibrada.[72]
  - Fortalecimiento de los derechos políticos: Se reafirmaron derechos fundamentales como el derecho al voto y la libertad de expresión, garantizando una mayor participación ciudadana y promoviendo la rendición de cuentas de los funcionarios públicos. Esto incluía la creación de una Junta Central Electoral independiente para asegurar la imparcialidad en el proceso electoral.[41]

- Implicaciones:
  - La reforma de 1978 fue crucial para fortalecer las instituciones democráticas y sentar las bases de un gobierno representativo. El reconocimiento de los derechos de la oposición y la inclusión de garantías para la libertad de expresión marcaron un avance hacia un sistema más inclusivo. Sin embargo, la plena consolidación de la democracia en la República Dominicana continuaría enfrentando desafíos en los años posteriores.[55][64]
  - Además, el avance en derechos políticos sentó precedentes para una ciudadanía más participativa, abriendo un camino hacia la construcción de un Estado de derecho que respondiera mejor a las demandas sociales y consolidando la estructura democrática del país.[73]

## Era Democrática (1978-presente)

### Reforma de 1987: Derechos Civiles y Participación Ciudadana
La reforma de 1987 representó un esfuerzo significativo por parte de la República Dominicana para fortalecer los derechos civiles y garantizar una mayor participación ciudadana en el ámbito político, en un contexto marcado por la creciente presión social hacia una democracia más inclusiva y representativa. Estas reformas respondieron a la necesidad de construir una sociedad donde los derechos de todos los ciudadanos estuvieran protegidos y donde el Estado estuviera comprometido con la imparcialidad y la transparencia en sus procesos judiciales.
- Objetivo: Ampliar la participación ciudadana y proteger derechos fundamentales, fomentando la igualdad ante la ley y garantizando el respeto a las libertades civiles.
  - Esta reforma tuvo como meta principal el desarrollo de un sistema más inclusivo, que reflejara el deseo de diversos sectores sociales de ser parte activa en la toma de decisiones políticas. Además, buscó construir un marco legal donde los derechos de las minorías y los grupos menos representados fueran reconocidos y protegidos en igualdad de condiciones.

- Cambios principales:
  - Garantía de igualdad y no discriminación ante la ley: Se añadieron disposiciones legales que protegían a los ciudadanos contra cualquier forma de discriminación, promoviendo la igualdad de derechos en el acceso a servicios y oportunidades estatales. Este cambio buscaba contrarrestar las prácticas discriminatorias y establecer un marco legal donde todos los ciudadanos pudieran disfrutar de los mismos derechos y libertades fundamentales sin importar su origen, clase o afiliación política.[74]
  - Fortalecimiento de la independencia del Poder Judicial: Para limitar la influencia del Poder Ejecutivo sobre el sistema judicial, se implementaron medidas que reforzaron la autonomía de los jueces y tribunales en la toma de decisiones. Estas medidas incluyeron reformas en la selección de jueces y un aumento en las restricciones para que el Ejecutivo interviniera en los procesos judiciales, fortaleciendo así el Estado de derecho y garantizando una justicia más imparcial y accesible para todos los ciudadanos.[75]
  - Ampliación de los derechos civiles: Se incluyeron derechos como la libertad de asociación y reunión, que permitieron una mayor participación de la sociedad civil en asuntos políticos y sociales. La reforma reconoció la importancia de un Estado democrático donde las organizaciones civiles y los grupos de interés pudieran participar activamente sin represalias. Estas disposiciones sirvieron de base para la creación de una cultura de activismo y participación política en el país, donde se respetara la diversidad de opiniones.[76]

Esta reforma de 1987 fue vista como un avance significativo hacia la consolidación de un Estado de derecho y una democracia inclusiva, aunque la implementación de estas disposiciones enfrentó desafíos debido a la resistencia de ciertos sectores conservadores. No obstante, el impacto a largo plazo de estas reformas sentó las bases para posteriores movimientos de reforma constitucional en el país y para un mayor respeto hacia los derechos humanos y las libertades fundamentales.

### Reforma de 1994: Transparencia Electoral y Limitaciones al Poder
La reforma de 1994 fue una respuesta directa a la crisis electoral de ese año, donde las controversias y el descontento social sobre el proceso electoral revelaron la necesidad urgente de cambios estructurales en el sistema político. Esta reforma fue impulsada por las demandas ciudadanas de mayor transparencia y responsabilidad en los procesos electorales y por un marco legal que evitara la concentración de poder en manos del presidente. Fue vista como un paso crucial para la consolidación de una democracia más representativa y justa.
- Objetivo: Aumentar la transparencia electoral y limitar el poder presidencial.
  - El objetivo principal de la reforma de 1994 fue asegurar que los procesos electorales en el país reflejaran la voluntad popular, mediante mecanismos que garantizasen la transparencia y una mayor legitimidad en los resultados. Además, buscó limitar la reelección presidencial consecutiva, promoviendo la alternancia en el poder y reduciendo el riesgo de autoritarismo.[77]

- Cambios principales:
  - Segunda vuelta electoral para asegurar mayoría representativa: La reforma introdujo el mecanismo de la segunda vuelta electoral para las elecciones presidenciales, garantizando que si ningún candidato obtenía más del 50% de los votos en la primera vuelta, se realizaría una segunda elección entre los dos candidatos con mayor votación. Este cambio buscaba asegurar que el presidente electo contara con una mayoría representativa, aumentando la legitimidad del gobierno y reflejando mejor la voluntad popular.[78]
  - Prohibición de la reelección presidencial consecutiva: Para fomentar la alternancia en el poder y evitar que un presidente pudiera perpetuarse en el cargo, la reforma de 1994 prohibió la reelección presidencial consecutiva. Con esta disposición, se pretendió evitar la concentración de poder en el Ejecutivo y promover un sistema de gobierno donde la rotación de líderes políticos permitiera una mayor diversidad de enfoques y políticas públicas. Este cambio fue clave en el desarrollo de un sistema más democrático, equilibrado y representativo.[79]
  - Refuerzos en transparencia electoral: La reforma de 1994 incluyó además regulaciones específicas para mejorar la transparencia en los procesos electorales, como la supervisión de las elecciones por parte de organismos independientes y la creación de un sistema de monitoreo de los recursos utilizados en campañas. Este componente de la reforma fue esencial para contrarrestar prácticas como el uso de recursos estatales para favorecer a candidatos en funciones, promoviendo una competencia electoral más justa y equilibrada.[80]

- Relevancia e Impacto:
  - La reforma de 1994 es recordada como un hito en la historia democrática de la República Dominicana. Además de abordar las deficiencias en el proceso electoral, estableció bases sólidas para la estabilidad política, mejorando la confianza pública en las instituciones electorales y fomentando una participación ciudadana más activa. Esta reforma fue también la primera en enfrentar directamente la problemática de la concentración del poder, consolidando la democracia en el país y sentando precedentes para futuras reformas constitucionales enfocadas en transparencia y derechos civiles.[5]

La reforma de 1994 no solo introdujo cambios significativos en la estructura del poder y los procesos electorales, sino que también impulsó una mayor conciencia ciudadana sobre la importancia de la transparencia y la justicia electoral, promoviendo así un sistema democrático más sólido y confiable.

### Reformas de 2002 y 2004: Justicia e Institucionalidad
Las reformas de 2002 y 2004 fueron fundamentales en el proceso de fortalecimiento del sistema judicial y en la mejora de la confianza pública en las instituciones dominicanas. Ambos cambios surgieron en un contexto de demandas crecientes por transparencia, eficiencia en la administración de justicia y una mayor participación ciudadana en los asuntos públicos.
- Reforma de 2002:
  - Creación del Consejo del Poder Judicial: Esta reforma estableció el Consejo del Poder Judicial, cuyo objetivo principal fue supervisar y garantizar la independencia del sistema judicial. Este órgano se encarga de gestionar y administrar los recursos del Poder Judicial, asegurando que los jueces puedan ejercer sus funciones sin interferencias del Poder Ejecutivo o Legislativo, promoviendo una justicia más equitativa e imparcial.[81]
  - Mejoras Procesales para una Justicia Ágil y Accesible: La reforma también introdujo mejoras en los procesos judiciales para hacerlos más eficientes, reduciendo los tiempos de resolución y facilitando el acceso a la justicia para todos los ciudadanos. Se implementaron procedimientos simplificados y se fortalecieron los mecanismos de apelación, con el fin de disminuir la congestión en los tribunales y ofrecer una respuesta judicial más rápida.[82]

- Reforma de 2004:
  - Nuevas Normas de Rendición de Cuentas en el Gasto Público: En respuesta a las crecientes demandas ciudadanas de transparencia, esta reforma introdujo requisitos de rendición de cuentas para los funcionarios públicos, especialmente en lo relativo a la administración de fondos estatales. Estas disposiciones se diseñaron para mejorar el control y seguimiento del uso de recursos públicos, estableciendo mecanismos para la divulgación regular de informes financieros y auditorías internas, lo que buscaba reducir la corrupción y aumentar la eficiencia en la gestión pública.[7]
  - Mecanismos de Participación Ciudadana en los Procesos Políticos: La reforma de 2004 también promovió la participación de la ciudadanía en la toma de decisiones políticas. Se incluyeron mecanismos para que los ciudadanos pudieran expresar sus opiniones sobre asuntos públicos, participando activamente en procesos consultivos y en espacios de diálogo institucional. Este componente fue clave para el fortalecimiento de la democracia participativa en el país, reflejando una apertura del Estado hacia las demandas y propuestas de la sociedad civil.[83]

Estas reformas de 2002 y 2004 representaron pasos cruciales hacia la consolidación de una justicia independiente y un gobierno más transparente y responsable. Con ellas, se sentaron las bases para un sistema democrático más robusto, en el que el Estado respondiera a las demandas de la ciudadanía, fortaleciendo tanto el respeto al Estado de derecho como la legitimidad de las instituciones públicas.

### Reformas de 2010 y 2015: Fortalecimiento Constitucional y Reelección
Las reformas de 2010 y 2015 en la República Dominicana consolidaron cambios significativos en los derechos constitucionales y la organización política del país. Estos ajustes legales reflejaron el compromiso del Estado de fortalecer la protección de los derechos fundamentales y modernizar el sistema político para responder a las demandas ciudadanas y los desafíos contemporáneos.
- Reforma de 2010:
  - Creación del Tribunal Constitucional: La reforma de 2010 estableció el Tribunal Constitucional, una institución clave encargada de proteger los derechos fundamentales y asegurar el cumplimiento de la Constitución. Este tribunal cuenta con la autoridad de revisar y anular leyes y actos que contradigan la Constitución, convirtiéndose en una herramienta esencial para el fortalecimiento del Estado de derecho en el país. La creación del Tribunal fue vista como un paso crucial para consolidar una democracia en la que los derechos humanos y civiles estén protegidos de manera efectiva.[81]
  - Cambios en las Disposiciones sobre Nacionalidad: Uno de los aspectos más polémicos de la reforma de 2010 fue la reinterpretación de las disposiciones de nacionalidad, que afectó especialmente a personas de origen haitiano nacidas en el país. Esta reinterpretación llevó a que miles de personas nacidas en República Dominicana de padres inmigrantes, principalmente de origen haitiano, perdieran su estatus de ciudadanía. La medida generó un intenso debate y protestas tanto a nivel nacional como internacional, con críticas de organizaciones de derechos humanos, incluyendo Human Rights Watch y Amnistía Internacional, que señalaron que la reforma contravenía principios de no discriminación y generaba condiciones de apatridia para una parte significativa de la población.[84][85]
    - Impacto de la Sentencia 168-13: La Sentencia 168-13 del Tribunal Constitucional, emitida en 2013, amplificó el impacto de la reforma de 2010 al ordenar una revisión retroactiva de los registros civiles desde 1929, lo que resultó en la pérdida de la nacionalidad dominicana para miles de personas nacidas en el país. Esto llevó a que un gran número de personas, principalmente de origen haitiano, quedaran en situación de apatridia, ya que no tenían otra nacionalidad reconocida. La decisión del Tribunal generó una crisis de derechos humanos y una amplia condena internacional, con organizaciones como Human Rights Watch y Amnistía Internacional denunciando la medida como una violación de los derechos fundamentales.[84][85]
    - Ley 169-14: En respuesta a la presión interna e internacional, en 2014, el gobierno dominicano implementó la Ley 169-14, que establecía un proceso de regularización para aquellas personas afectadas por la sentencia. La ley dividió a los afectados en dos grupos: aquellos que contaban con documentación en el registro civil y aquellos que no tenían ninguna documentación. Para los primeros, se ordenó la reintegración de su estatus de nacionalidad, mientras que los segundos podían acogerse a un proceso de naturalización. Sin embargo, este proceso ha sido criticado por ser lento y burocrático, y se estima que muchos afectados aún no han logrado regularizar su estatus, lo que deja en evidencia los desafíos de implementación de esta medida.[55][86]

- Reforma de 2015:
  - Reelección Presidencial Permitida una Vez Consecutiva: La reforma de 2015 introdujo un cambio en las disposiciones sobre la reelección presidencial, permitiendo que el presidente en ejercicio pudiera postularse para un segundo mandato consecutivo. Esta modificación limitó la posibilidad de reelecciones indefinidas, promoviendo la alternancia en el poder tras un segundo mandato. La reforma fue controversial, ya que algunos sectores consideraron que abría la puerta a la concentración de poder, mientras que otros vieron en ella una oportunidad para mantener la continuidad en la gestión pública en periodos de estabilidad política.[87]

Estas reformas de 2010 y 2015 tuvieron un impacto profundo en la estructura legal y política de la República Dominicana. La creación del Tribunal Constitucional y las nuevas disposiciones sobre reelección y nacionalidad marcaron un avance en la consolidación de un Estado democrático y un sistema político más robusto, aunque también generaron desafíos en la implementación y el debate sobre los derechos de ciudadanía.

### Reformas Posteriores: Modernización y Equidad Social
Las reformas recientes en la República Dominicana se han enfocado en promover la transparencia, inclusión y optimización electoral, abordando así las demandas sociales y políticas del país en un contexto de creciente conciencia ciudadana.
- Reforma de 2017:
  - Nuevas regulaciones en el financiamiento de campañas: Esta reforma introdujo regulaciones más estrictas sobre el financiamiento de campañas electorales. Se establecieron límites a las contribuciones de individuos y empresas, y se implementaron mecanismos de transparencia que obligan a los partidos políticos a reportar sus ingresos y gastos. Esto busca evitar la corrupción y el uso indebido de recursos, garantizando una competencia electoral más equitativa.[88]
  - Mecanismos de control en el uso de recursos estatales: Se establecieron auditorías regulares y protocolos de supervisión para el uso de fondos públicos, asegurando que se destinen adecuadamente y se utilicen en beneficio de la ciudadanía. Esta reforma busca restaurar la confianza pública en las instituciones gubernamentales y asegurar que los recursos del Estado se manejen con responsabilidad y transparencia.[88]

- Reforma de 2020:
  - Cuotas de género en cargos públicos: Esta reforma introdujo medidas para asegurar una mayor representación de las mujeres en la política. Se establecieron cuotas en las candidaturas de partidos políticos, promoviendo así la inclusión y la equidad de género en los espacios de toma de decisiones. Esta acción busca corregir la histórica subrepresentación de las mujeres en la política dominicana y fomentar un entorno más igualitario.[89]
  - Fortalecimiento de derechos sociales: La reforma también se centró en garantizar el acceso a derechos sociales fundamentales, como la salud y la educación. Se establecieron disposiciones que aseguran que todos los ciudadanos tengan acceso a servicios de salud de calidad y educación sin discriminación, buscando así mejorar la calidad de vida y promover la equidad social en el país.[89]

- Reforma de 2024:
  - Unificación de elecciones nacionales y reducción de diputados: Esta reforma busca unificar las elecciones nacionales, programando para 2032 la celebración conjunta de elecciones presidenciales, congresuales y municipales. Además, se propone reducir el número de diputados de 190 a 170, lo que pretende optimizar la representación y la gestión legislativa en el país, reduciendo costos y aumentando la eficiencia.[90]
  - Autonomía del Ministerio Público y cláusula pétrea para estabilidad electoral: La reforma busca reforzar la autonomía del Ministerio Público, garantizando su independencia en la persecución de delitos y en la administración de justicia. Además, se introduce una cláusula pétrea que impide la modificación de ciertos artículos de la Constitución relacionados con el proceso electoral, buscando así asegurar la estabilidad y legitimidad del sistema político dominicano en el futuro.[90]

## Proceso y Análisis de las Reformas Constitucionales

### Procedimiento de reforma en la Constitución
El procedimiento para la reforma constitucional en la República Dominicana está definido en la Constitución misma. Este marco legal establece que para llevar a cabo una reforma se requiere la aprobación del Congreso Nacional, que está compuesto por la Cámara de Diputados y el Senado. El proceso de reforma puede ser iniciado por el Poder Ejecutivo, a través de un proyecto de ley, o por un grupo de legisladores que presenten una propuesta de reforma.
Las reformas se clasifican en dos categorías:
- Reformas parciales: Estas implican la modificación de ciertos artículos de la Constitución sin alterar su estructura fundamental. Suelen ser más ágiles y requieren menos tiempo de discusión legislativa. Este tipo de reforma es más común en situaciones donde se busca ajustar o actualizar aspectos específicos del marco legal sin un cambio radical en el sistema constitucional.

- Reformas totales: Este tipo de reforma implica una revisión completa de la Constitución, lo cual requiere un consenso más amplio y un proceso más prolongado de discusión. Las reformas totales son menos frecuentes y suelen surgir en contextos de crisis política o cuando hay un clamor social significativo por cambios estructurales.

Para que una reforma sea aprobada, es necesario que cuente con el voto favorable de al menos dos tercios de los miembros presentes en ambas cámaras del Congreso. Este procedimiento busca garantizar un amplio consenso político, aunque en la práctica, las decisiones pueden verse influenciadas por la dinámica de poder entre los partidos políticos y las facciones en el gobierno. La necesidad de un apoyo amplio también refleja la importancia de la estabilidad política y la legitimidad de cualquier cambio constitucional.
Este procedimiento de reforma, aunque diseñado para ser inclusivo y reflexivo, a menudo enfrenta desafíos significativos. Por ejemplo, las dinámicas de poder y la polarización política pueden dificultar la obtención del consenso necesario. Adicionalmente, los intereses de grupos poderosos pueden influir en el proceso, lo que a veces lleva a la manipulación de las reformas para beneficiar a ciertos actores políticos en lugar de servir al interés público. Este contexto resalta la importancia de fortalecer la transparencia y la rendición de cuentas en el proceso de reforma constitucional, asegurando que las decisiones se tomen en beneficio de la democracia y los derechos de todos los ciudadanos.

### Análisis del impacto político de las reformas
Las reformas constitucionales en la República Dominicana han tenido un impacto significativo en la dinámica política del país. A continuación, se detallan las principales consecuencias:
- Fortalecimiento de la democracia: Reformas como las de 1994 y 2002 han buscado garantizar elecciones más transparentes y un sistema judicial más independiente, contribuyendo a un sistema democrático más robusto. La creación de mecanismos de supervisión electoral, como la implementación de una Junta Central Electoral más autónoma y regulaciones sobre financiamiento de campañas, ha incrementado la confianza en los procesos democráticos. Estos cambios han permitido que la ciudadanía perciba una mayor legitimidad en los resultados electorales y una reducción en las denuncias de fraude.[95][96]

- Reducción del autoritarismo: Limitaciones al poder presidencial, como en las reformas de 1994 y 2015, han tratado de prevenir la concentración de poder y fomentar la alternancia política, elementos clave para evitar el regreso a prácticas autoritarias. Estas reformas han incluido la prohibición de la reelección presidencial consecutiva y la introducción de requisitos más estrictos para el ejercicio del poder ejecutivo, lo que ha promovido una cultura política más pluralista y democrática en el país.[79][87]

- Incremento en la participación ciudadana: Las reformas han establecido mecanismos que permiten una mayor inclusión de la ciudadanía en el proceso político, promoviendo la rendición de cuentas y la transparencia en la gestión pública. Iniciativas como el fortalecimiento de los derechos de asociación y la promoción de la participación en la toma de decisiones políticas han empoderado a la sociedad civil. Estas medidas han facilitado la creación de espacios donde los ciudadanos pueden expresar sus preocupaciones y participar activamente en la gobernanza, contribuyendo así a un clima político más dinámico y participativo. Esto es fundamental para la consolidación de una cultura democrática en el país.[5][8]

- Desafíos persistentes: A pesar de los avances logrados con las reformas, todavía existen desafíos significativos que limitan su efectividad. La corrupción y la falta de confianza en las instituciones siguen siendo problemas críticos que obstaculizan la implementación efectiva de las reformas. Además, las tensiones políticas y la polarización han dificultado el consenso necesario para avanzar en nuevas reformas, lo que puede poner en riesgo los logros alcanzados en la democratización del país.[94][97]

El análisis de las reformas constitucionales y su impacto en la política dominicana revela un proceso dinámico y en evolución, donde cada cambio legal busca responder a las demandas sociales y a los retos del entorno político, al tiempo que se enfrenta a las realidades de un contexto histórico marcado por la lucha por la democracia y los derechos humanos.

### Tensión entre autoritarismo y democracia
A pesar de los avances logrados con las reformas, la República Dominicana enfrenta una constante tensión entre autoritarismo y democracia. Esta dualidad se manifiesta en los siguientes aspectos:
- Desafíos de gobernanza: La inestabilidad política y la corrupción han socavado la confianza en las instituciones, a pesar de los esfuerzos por fortalecerlas. La lucha entre fuerzas democráticas y tendencias autoritarias sigue siendo relevante. La percepción de un sistema político vulnerable a la manipulación por parte de líderes en el poder ha alimentado el descontento entre los ciudadanos, quienes a menudo sienten que sus derechos no son respetados. Esto ha llevado a protestas y movilizaciones en diversas ocasiones, reflejando la necesidad de una gobernanza más efectiva y responsable.[93][97].

- Manipulación política de la Constitución: En ocasiones, las reformas constitucionales han sido utilizadas para consolidar el poder de ciertos líderes, generando críticas sobre el verdadero compromiso del Estado con la democracia. Reformas que permiten la reelección presidencial, por ejemplo, han suscitado preocupaciones sobre el potencial retorno a prácticas autoritarias, como se vio durante la dictadura de Rafael Trujillo. A pesar de las reformas, el uso de la Constitución como un instrumento para legitimar decisiones políticas controvertidas ha llevado a cuestionamientos sobre la independencia de las instituciones y la separación de poderes, fundamentales en una democracia.[79][61].

- Polarización política: La polarización entre los principales partidos políticos ha exacerbado la tensión entre autoritarismo y democracia. En un contexto donde el diálogo y la colaboración son esenciales para el fortalecimiento de la democracia, la confrontación y el antagonismo han dominado la escena política, dificultando la implementación efectiva de reformas y la consolidación de un sistema democrático estable. Esta polarización también ha llevado a la desconfianza en el proceso electoral y a una mayor apatía entre la ciudadanía, lo que afecta la participación y el activismo social.[96].

- Derechos humanos y situación social: La lucha por los derechos humanos en el país continúa siendo un tema crítico. Las reformas han intentado avanzar en la protección de derechos, pero la implementación de estas reformas ha enfrentado resistencia y desafíos, particularmente en lo que respecta a la protección de grupos vulnerables, como inmigrantes y comunidades afrodescendientes. Las violaciones de derechos humanos, la falta de acceso a la justicia y la discriminación siguen siendo problemas persistentes que reflejan la tensión entre un estado que busca ser democrático y las prácticas que a menudo perpetúan la desigualdad y el autoritarismo.[98]

La tensión entre autoritarismo y democracia en la República Dominicana es un fenómeno complejo que requiere un análisis continuo. La interacción entre las reformas constitucionales, la voluntad política y la participación ciudadana es crucial para determinar el futuro democrático del país.

### Desafíos futuros para la reforma constitucional
Los desafíos que enfrenta la reforma constitucional en la República Dominicana son significativos y requieren atención para garantizar la estabilidad y el fortalecimiento de la democracia. A continuación se detallan algunos de los principales obstáculos:
- Implementación efectiva de reformas: Muchas reformas han sido aprobadas en papel, pero su implementación efectiva a menudo se ve obstaculizada por la burocracia, la falta de recursos y la resistencia de sectores conservadores. La falta de una infraestructura adecuada para llevar a cabo estas reformas puede resultar en la ineficacia de las políticas propuestas. Es crucial que se establezcan mecanismos de monitoreo y evaluación para asegurar que las reformas se traduzcan en mejoras reales para la ciudadanía. Esto incluye la capacitación de funcionarios y la creación de sistemas de rendición de cuentas que garanticen la transparencia en el uso de recursos.[92][57].

- Diálogo y consenso político: Es fundamental fomentar un diálogo inclusivo entre diferentes sectores de la sociedad, incluyendo la sociedad civil y organizaciones no gubernamentales, para construir un consenso más amplio y aumentar la legitimidad de los cambios propuestos. La polarización política ha dificultado la creación de un frente unido que respalde las reformas necesarias. Un espacio de discusión abierta permitiría abordar las inquietudes de diversas comunidades y mejorar la aceptación social de las reformas.[96][79].

- Protección de derechos humanos: La defensa y promoción de los derechos humanos deben ser un pilar central en cualquier reforma futura, asegurando que todos los ciudadanos tengan acceso a derechos fundamentales sin distinción. En un contexto donde las vulneraciones de derechos son frecuentes, es esencial establecer mecanismos legales y políticos que garanticen la protección de las minorías y grupos históricamente marginados, como los migrantes y las comunidades afrodescendientes. La inclusión de un enfoque de derechos humanos en la reforma constitucional no solo es crucial para la justicia social, sino también para mejorar la imagen internacional de la República Dominicana.[99][100]

- Promoción de la equidad social: Asegurar que las reformas también aborden las desigualdades sociales y económicas es crucial para construir una democracia inclusiva. Esto implica que las políticas no solo se centren en aspectos políticos, sino que también se enfoquen en garantizar acceso equitativo a servicios como educación, salud y empleo. La desigualdad económica puede socavar los principios democráticos, limitando la participación de ciertos grupos en el proceso político.[55].

La historia de las reformas constitucionales en la República Dominicana refleja un camino hacia la consolidación de la democracia, pero también pone de manifiesto las tensiones y desafíos que aún persisten en el país. Un enfoque proactivo y colaborativo será clave para avanzar en el fortalecimiento de las instituciones y la protección de los derechos de todos los ciudadanos.

## Estructura de la Constitución Dominicana
La Constitución de la República Dominicana, promulgada el 6 de noviembre de 1844 y modificada en varias ocasiones, se organiza en secciones que abordan aspectos fundamentales de la nación. Esta estructura incluye un preámbulo, una parte dogmática y una parte orgánica.

### Preámbulo
El preámbulo de la Constitución de la República Dominicana establece los principios y valores fundamentales que rigen la nación. Esta declaración refleja los ideales de libertad, igualdad y justicia, sentando las bases filosóficas y éticas del marco constitucional. Invoca la historia del país y la voluntad del pueblo dominicano de construir una sociedad democrática y equitativa, reconociendo el legado de héroes nacionales como Juan Pablo Duarte, Matías Ramón Mella y Francisco del Rosario Sánchez, quienes lucharon por la independencia y soberanía de la nación.
El preámbulo enfatiza el compromiso con la dignidad humana y la justicia social, destacando la importancia de la solidaridad y la convivencia fraterna como pilares de una sociedad cohesiva. También subraya la relevancia del equilibrio ecológico y el bienestar social, elementos esenciales para el desarrollo sostenible del país. Esta declaración no solo sienta las bases del ordenamiento jurídico, sino que también refleja el deseo del pueblo dominicano de avanzar hacia un futuro inclusivo y respetuoso de los derechos humanos.
El texto completo del preámbulo es el siguiente:

Todos nosotros, representantes del pueblo dominicano, libre y democráticamente elegidos, reunidos en Asamblea Nacional Revisora; invocando el nombre de Dios; guiados por el ideario de nuestros Padres de la Patria, Juan Pablo Duarte, Matías Ramón Mella y Francisco del Rosario Sánchez, y de los próceres de la Restauración de establecer una República libre, independiente, soberana y democrática; inspirados en los ejemplos de luchas y sacrificios de nuestros héroes y heroínas inmortales; estimulados por el trabajo abnegado de nuestros hombres y mujeres; regidos por los valores supremos y los principios fundamentales de la dignidad humana, la libertad, la igualdad, el imperio de la ley, la justicia, la solidaridad, la convivencia fraterna, el bienestar social, el equilibrio ecológico, el progreso y la paz, factores esenciales para la cohesión social; declaramos nuestra voluntad de promover la unidad de la Nación dominicana, por lo que en ejercicio de nuestra libre determinación adoptamos y proclamamos la siguiente.

El preámbulo es fundamental no solo porque establece la visión y los valores de la nación, sino también porque orienta la interpretación y aplicación de las disposiciones constitucionales. La influencia de la historia y los valores culturales dominicanos es evidente, haciendo del preámbulo un componente esencial que reafirma la identidad nacional y los principios democráticos del país.

### Parte Dogmática
La Parte Dogmática de la Constitución de la República Dominicana es un componente esencial que consagra los derechos fundamentales y garantías de los ciudadanos, reflejando el compromiso del Estado con la promoción y protección de los derechos humanos. Esta sección abarca una amplia gama de derechos, clasificándose en derechos civiles, políticos, económicos, sociales y culturales. Se reafirma la igualdad ante la ley y el respeto por la dignidad humana, constituyendo un marco legal robusto que garantiza el ejercicio pleno de estos derechos.
La parte dogmática no solo enumera los derechos, sino que también establece mecanismos para su protección y promoción, alineándose con principios internacionales de derechos humanos. Entre los derechos destacados se encuentran:
- Libertad de expresión: Este derecho permite a los ciudadanos expresar sus opiniones, pensamientos y críticas sin temor a represalias o censura. La protección de la libertad de expresión es fundamental para el funcionamiento de una sociedad democrática, ya que promueve el debate público y la participación ciudadana en los asuntos de interés colectivo. Se reconoce que esta libertad es esencial para el desarrollo de una cultura cívica y el fortalecimiento de las instituciones democráticas.

- Derecho a la educación: La Constitución garantiza el acceso a una educación de calidad para todos los ciudadanos, considerando la educación como un derecho fundamental. Este derecho incluye no solo la educación primaria y secundaria, sino también el acceso a la educación superior y la formación técnica. Se establece que el Estado debe proporcionar y facilitar la educación, promoviendo la equidad y la inclusión en el sistema educativo, lo que es crucial para el desarrollo personal y social de los individuos.

- Derecho a un juicio justo: Este derecho asegura que todos los ciudadanos tengan acceso a un debido proceso legal, incluyendo el derecho a ser escuchados en un tribunal imparcial y a contar con una defensa adecuada. El principio de justicia es fundamental en un estado de derecho, garantizando que las decisiones judiciales sean justas y equitativas. Este derecho también implica la protección contra detenciones arbitrarias y la presunción de inocencia hasta que se demuestre lo contrario.

- Derecho a la salud: La Constitución reconoce el derecho de todos los ciudadanos a acceder a servicios de salud de calidad, promoviendo políticas que garanticen la atención médica y el bienestar de la población.

- Derecho al trabajo: Se establece la garantía de que todas las personas tengan acceso a oportunidades laborales justas y equitativas, fomentando condiciones de trabajo dignas y la protección de los derechos de los trabajadores.

- Derechos de las minorías y grupos vulnerables: La parte dogmática incluye disposiciones que protegen a las minorías étnicas, raciales y otros grupos vulnerables, promoviendo su inclusión y participación en la vida política y social del país.

Esta sección busca garantizar que todos los ciudadanos puedan ejercer sus derechos sin discriminación, reflejando no solo los principios de la Constitución, sino también la influencia de tratados internacionales en materia de derechos humanos, como la Declaración Universal de Derechos Humanos y otros convenios de la Organización de las Naciones Unidas. A través de estas disposiciones, la Constitución establece un marco legal que promueve una cultura de respeto y defensa de los derechos fundamentales, contribuyendo al desarrollo de una sociedad más justa e igualitaria.

### Parte Orgánica: Poderes del Estado
La Parte Orgánica de la Constitución de la República Dominicana regula la organización y el funcionamiento de los poderes del Estado, asegurando que cada rama actúe de acuerdo con los principios democráticos y garantizando el equilibrio de poderes. Esta sección es fundamental para entender la estructura del gobierno y cómo se distribuyen las funciones y competencias entre las diferentes ramas del Estado. Se divide en tres ramas principales:
- Poder Ejecutivo: El Poder Ejecutivo es el encargado de la administración general del país y de la implementación de las leyes. Está encabezado por el presidente de la República, quien es elegido mediante sufragio directo por un período de cuatro años, con la posibilidad de reelección por un solo mandato adicional. Esta sección establece las funciones y atribuciones del presidente, incluyendo:
  - La dirección de la política interna y externa del país.
  - La potestad de nombrar y remover a los miembros del gabinete, así como a otros funcionarios de alto nivel.
  - La capacidad de presentar proyectos de ley ante el Congreso, asegurando que el Ejecutivo tenga un papel activo en la formulación de políticas.

Asimismo, se establecen limitaciones a su mandato, como las restricciones a la reelección presidencial consecutiva y la necesidad de rendir cuentas al Congreso mediante informes sobre la gestión gubernamental. Esta sección busca fomentar la transparencia y la rendición de cuentas, aspectos fundamentales para una gobernanza democrática.
- Poder Legislativo: El Poder Legislativo está compuesto por dos cámaras: el Senado y la Cámara de Diputados. Este poder es responsable de la creación y modificación de leyes, así como de la representación del pueblo. La estructura, funciones y atribuciones de ambas cámaras son detalladas en la Constitución:
  - Senado: Compuesto por senadores elegidos por voto popular, tiene la responsabilidad de revisar y aprobar leyes, así como de ratificar ciertos nombramientos realizados por el presidente, como los embajadores y jueces de la Suprema Corte de Justicia. Cada senador representa una provincia, lo que asegura que las voces de las distintas regiones del país sean escuchadas.
  - Cámara de Diputados: Compuesta por diputados que también son elegidos mediante sufragio, su principal función es la creación de leyes. Esta cámara tiene la potestad de iniciar proyectos de ley relacionados con la tributación y el presupuesto, además de representar los intereses de la población en general.

El Congreso Nacional, al ser un poder bicameral, permite un sistema de pesos y contrapesos que asegura que ambas cámaras colaboren y supervisen las acciones del Poder Ejecutivo, fortaleciendo así la democracia y la transparencia en el proceso legislativo.
- Poder Judicial: El Poder Judicial es independiente y se encarga de administrar justicia en el país. Esta sección establece los principios para la administración judicial, así como la creación y regulación de tribunales. Los aspectos más relevantes incluyen:
  - La creación de la Suprema Corte de Justicia y otros tribunales inferiores, garantizando un sistema judicial accesible y eficiente.
  - La autonomía de los jueces, que deben actuar sin presiones externas, lo que es fundamental para asegurar la imparcialidad en las decisiones judiciales.
  - Mecanismos para la selección y remoción de jueces, garantizando que este proceso sea transparente y meritocrático.

Además, se establecen normas para asegurar el debido proceso legal y el derecho a un juicio justo, lo que refuerza el compromiso del Estado dominicano con la protección de los derechos humanos y el acceso a la justicia. La independencia del Poder Judicial es crucial para mantener el Estado de derecho y proteger a los ciudadanos de abusos de poder.
La parte orgánica de la Constitución establece un marco claro para la organización y funcionamiento de los poderes del Estado, promoviendo un sistema de gobierno democrático que garantiza la participación ciudadana y la protección de los derechos fundamentales de todos los dominicanos. La separación de poderes es un principio clave que busca evitar la concentración de poder y fomentar un equilibrio entre las distintas ramas del gobierno.

### Disposiciones sobre Administración y Seguridad
Esta sección de la Constitución de la República Dominicana regula aspectos cruciales relacionados con la administración pública y la seguridad nacional, estableciendo un marco para el funcionamiento eficiente y transparente del Estado. Los principios que rigen esta área son fundamentales para asegurar que el gobierno actúe en beneficio de la ciudadanía y respete los derechos humanos.
- Principios de administración pública: La Constitución establece que la administración pública debe basarse en los principios de eficiencia, transparencia, responsabilidad y rendición de cuentas. Estos principios son esenciales para promover la confianza del público en las instituciones gubernamentales y garantizar que los recursos del Estado se utilicen de manera adecuada. Las disposiciones buscan combatir la corrupción y fomentar la integridad en el servicio público, a través de mecanismos de supervisión y auditoría[95].

- Organización del Estado: La Constitución delinean la estructura y funcionamiento de las diversas instituciones del Estado, incluyendo ministerios, agencias y organismos autónomos. Esto incluye la regulación de su funcionamiento, responsabilidades y cómo interactúan entre sí para asegurar un gobierno eficaz y coordinado. La organización del Estado debe responder a las necesidades de la población y adaptarse a los cambios sociales y económicos.[108]

- Seguridad nacional: En esta sección también se definen las competencias de los organismos de seguridad y defensa, que incluyen las Fuerzas Armadas y la Policía Nacional. La Constitución garantiza que estas instituciones actúen dentro del marco de la ley y respeten los derechos humanos en el desempeño de sus funciones. Se establece que la seguridad nacional debe ser entendida en términos de protección de la soberanía del país, así como de la seguridad y bienestar de los ciudadanos.[109][110]

- Protección de derechos humanos: Es fundamental que las disposiciones sobre administración y seguridad garanticen la protección de los derechos humanos. Esto implica que tanto las Fuerzas Armadas como la Policía Nacional deben operar bajo principios de legalidad, necesidad y proporcionalidad, asegurando que cualquier medida tomada en nombre de la seguridad no vulnere las libertades y derechos de los ciudadanos. La constitución establece mecanismos para supervisar y regular el uso de la fuerza, así como para abordar posibles abusos por parte de las fuerzas de seguridad[8].

En resumen, las disposiciones sobre administración y seguridad no solo proporcionan un marco legal para el funcionamiento del Estado, sino que también reflejan los valores fundamentales de la sociedad dominicana. Estas normas son esenciales para garantizar los derechos de los ciudadanos, promoviendo un orden democrático que permita el desarrollo social y económico del país.

## Derechos Fundamentales
La Constitución de la República Dominicana garantiza una serie de derechos fundamentales que son esenciales para la convivencia democrática y el respeto de la dignidad humana. Estos derechos están enmarcados dentro de los principios constitucionales y son vitales para el desarrollo de una sociedad justa y equitativa.

### Clasificación y relevancia de los derechos
Los derechos fundamentales se clasifican generalmente en varias categorías, que incluyen:
- Derechos Civiles y Políticos: Estos derechos son esenciales para la participación activa en la vida pública y el ejercicio de la libertad individual. Incluyen la libertad de expresión, el derecho al voto, el derecho a un juicio justo, y la libertad de reunión. Su relevancia radica en que garantizan la participación ciudadana y la protección contra abusos del Estado. Estos derechos son cruciales para el funcionamiento de una democracia, ya que permiten a los ciudadanos expresar sus opiniones y participar en la toma de decisiones políticas. La protección de estos derechos es fundamental para prevenir la arbitrariedad estatal y fomentar un ambiente donde se respeten las libertades individuales. En la República Dominicana, el reconocimiento y la promoción de estos derechos han sido objetivos centrales en la lucha por la democracia, especialmente durante períodos de dictadura y autoritarismo. La falta de respeto por estos derechos puede llevar a la opresión y a la deslegitimación del sistema político[91][8].

- Derechos Económicos, Sociales y Culturales: Estos derechos son fundamentales para el bienestar de los ciudadanos y su desarrollo integral. Incluyen el derecho a la educación, la salud, el trabajo y la vivienda. La relevancia de estos derechos radica en que aseguran condiciones básicas de vida digna y fomentan la equidad social. Son esenciales para garantizar que todas las personas tengan acceso a los recursos necesarios para vivir con dignidad y participar plenamente en la vida económica y social del país. Además, el cumplimiento de estos derechos está vinculado a la reducción de la pobreza y la desigualdad, factores que son clave para el desarrollo sostenible y la cohesión social. La falta de acceso a estos derechos puede perpetuar ciclos de pobreza y exclusión, afectando la estabilidad social del país. En este sentido, el Estado tiene la obligación de implementar políticas que garanticen el acceso a servicios básicos y promuevan oportunidades equitativas para todos los ciudadanos, independientemente de su origen socioeconómico.[111]

- Derechos de las Minorías y Grupos Vulnerables: Esta categoría incluye derechos específicos que protegen a grupos históricamente marginados, tales como personas afrodescendientes, migrantes, y mujeres. Estos derechos buscan combatir la discriminación y promover la igualdad de oportunidades para todos. En el contexto dominicano, es fundamental abordar las violaciones que enfrentan estos grupos, y se requiere un marco legal que no solo reconozca sus derechos, sino que también implemente acciones afirmativas para garantizar su inclusión en la sociedad. La lucha por los derechos de las minorías es esencial para construir una sociedad más justa e igualitaria, donde todos los ciudadanos puedan disfrutar de sus derechos sin temor a represalias o discriminación. Las iniciativas de educación y sensibilización son necesarias para fomentar un cambio cultural que valore la diversidad y promueva la igualdad de derechos.[112]

En resumen, la clasificación y relevancia de los derechos fundamentales en la República Dominicana reflejan un compromiso con la dignidad humana y el desarrollo de una sociedad democrática. La protección de estos derechos es esencial para garantizar la justicia social, la equidad y el respeto mutuo entre todos los ciudadanos, y se requiere un esfuerzo continuo para superar las barreras que limitan su ejercicio pleno.

### Derecho a la nacionalidad y su interpretación
El derecho a la nacionalidad es un derecho fundamental consagrado en la Constitución de la República Dominicana, que garantiza a cada ciudadano el reconocimiento legal como miembro del Estado. Este derecho es esencial para el ejercicio de otros derechos y para la plena participación en la vida social y política del país. La nacionalidad no solo proporciona un estatus legal, sino que también conlleva una serie de derechos y deberes que son fundamentales para la convivencia democrática.
Este derecho ha sido objeto de interpretaciones y controversias, especialmente en el contexto de la reforma constitucional de 2010, que reinterpretó las disposiciones sobre nacionalidad, afectando a personas de origen haitiano nacidas en la República Dominicana. La Sentencia 168-13 del Tribunal Constitucional amplificó esta controversia al anular la nacionalidad de miles de personas, generando un debate nacional e internacional sobre los derechos de ciudadanía y apatridia en el país. Esta decisión fue vista como un ataque directo a los derechos de aquellos que nacieron en el país y habían vivido allí toda su vida, dejando a muchos en una situación de apatridia, es decir, sin nacionalidad reconocida por ningún Estado.
Organizaciones como Human Rights Watch y Amnistía Internacional han señalado que estas medidas contravienen los principios de no discriminación y han solicitado una revisión de la situación para restaurar los derechos de aquellos afectados.
La cuestión de la nacionalidad y la apatridia ha sido un tema de intensa discusión, resaltando las tensiones entre las políticas nacionales y las normativas internacionales en materia de derechos humanos. Este caso subraya la importancia de interpretar el derecho a la nacionalidad de manera que respete los derechos de todos los ciudadanos, independientemente de su origen étnico o nacionalidad de sus padres. La comunidad internacional ha expresado preocupación por cómo esta situación afecta no solo a los individuos directamente involucrados, sino también a la imagen y el compromiso del Estado dominicano con los derechos humanos.
La relación entre nacionalidad y derechos humanos es fundamental en la discusión sobre la identidad y la pertenencia. La exclusión de grupos específicos, como las personas de ascendencia haitiana, no solo crea una crisis individual de derechos, sino que también impacta la cohesión social y la estabilidad del país. La discriminación en el acceso a la nacionalidad puede llevar a la marginalización de comunidades enteras, alimentando tensiones sociales y políticas.
El derecho a la nacionalidad en la República Dominicana debe ser entendido dentro de un marco más amplio de inclusión y respeto por la diversidad. La promoción de políticas que aseguren la igualdad en el acceso a la nacionalidad es esencial para garantizar que todos los ciudadanos, sin importar su ascendencia, puedan disfrutar de sus derechos plenamente. Esto es fundamental para construir una sociedad más cohesiva y justa, que valore la pluralidad y fomente el respeto mutuo entre todos los grupos sociales. Además, la implementación de un marco legal que proteja a las personas apátridas y garantice su acceso a derechos básicos es crucial para el desarrollo social y la cohesión nacional.
Por último, es necesario fomentar el diálogo entre el gobierno, la sociedad civil y las organizaciones internacionales para abordar las violaciones de derechos relacionados con la nacionalidad. Esto incluye la creación de espacios para la participación de las comunidades afectadas, garantizando que sus voces sean escuchadas en la formulación de políticas y leyes que impacten sus vidas. La lucha por el reconocimiento pleno de la nacionalidad y la protección de los derechos de todos los ciudadanos es un paso esencial hacia una democracia más inclusiva y respetuosa de los derechos humanos en la República Dominicana.

### Mecanismos de protección de derechos
La Constitución y otros marcos legales establecen varios mecanismos para proteger los derechos fundamentales de los ciudadanos. Estos mecanismos son esenciales para garantizar que todos los ciudadanos puedan ejercer sus derechos y que se promueva la justicia y la equidad en la sociedad. Entre ellos se incluyen:
- Tribunal Constitucional: Este órgano tiene la responsabilidad de revisar y anular leyes y actos que violen la Constitución, garantizando así la protección de los derechos fundamentales. Su función incluye la capacidad de evaluar la constitucionalidad de las normas y actos del gobierno, permitiendo a los ciudadanos impugnar decisiones que infrinjan sus derechos. La existencia del Tribunal Constitucional es fundamental para la salvaguarda de la justicia, ya que actúa como un baluarte frente a abusos de poder y arbitrariedades por parte del Estado. Además, el tribunal puede recibir recursos de amparo, permitiendo a los ciudadanos solicitar la protección de sus derechos en caso de violaciones[81].

- Defensoría del Pueblo: Esta institución está encargada de velar por los derechos de los ciudadanos y actuar como intermediaria entre la ciudadanía y el Estado. La Defensoría del Pueblo tiene la autoridad para recibir quejas, realizar investigaciones sobre posibles violaciones de derechos humanos y formular recomendaciones a las autoridades para mejorar la situación de derechos en el país. Además, esta institución es clave para promover la rendición de cuentas y la justicia social, ya que su labor contribuye a la transparencia en la gestión pública y al fortalecimiento del Estado de derecho. La Defensoría del Pueblo también puede colaborar con organismos internacionales y ONG para abordar problemas de derechos humanos de manera integral.[114]

- Organismos internacionales y ONG: Diversas organizaciones no gubernamentales y entidades internacionales desempeñan un papel crítico en la protección de los derechos fundamentales en la República Dominicana. Estas organizaciones ofrecen apoyo y asistencia a aquellos cuyos derechos han sido violados, proporcionando asesoría legal, acompañamiento en procesos judiciales y asistencia en la documentación de casos de violaciones de derechos humanos. Asimismo, monitorizan la situación de los derechos humanos en el país y realizan campañas de sensibilización para informar a la población sobre sus derechos. La colaboración entre el Estado y estas organizaciones es vital para impulsar reformas necesarias que mejoren la protección de los derechos humanos y fomenten una cultura de respeto y dignidad en la sociedad dominicana[95].

- Mecanismos de denuncia y seguimiento: Además de las instituciones mencionadas, existen procedimientos de denuncia ante instancias nacionales e internacionales, como la Comisión Interamericana de Derechos Humanos. Estas instancias permiten a los ciudadanos presentar quejas sobre violaciones de derechos humanos y buscan promover acciones correctivas por parte del Estado. La participación de las comunidades y organizaciones de la sociedad civil en estos procesos es fundamental para generar conciencia sobre la importancia de la defensa de los derechos y fomentar un ambiente donde se valore la justicia y la equidad.

Estos mecanismos de protección son cruciales para la construcción de una sociedad democrática y justa, donde se respeten los derechos de todos los ciudadanos. Sin embargo, su efectividad depende de la voluntad política, la independencia de las instituciones y la participación activa de la sociedad civil en la defensa de los derechos humanos.

### Desafíos en la implementación de derechos
A pesar de los marcos legales establecidos, la implementación efectiva de los derechos fundamentales en la República Dominicana enfrenta varios desafíos significativos que obstaculizan su realización plena. Estos desafíos incluyen:
- Corrupción y falta de recursos: La corrupción en las instituciones gubernamentales es uno de los obstáculos más críticos para la protección efectiva de los derechos humanos. Esta corrupción se manifiesta en diversas formas, como el desvío de fondos, la falta de transparencia en la gestión pública y la manipulación de los procesos judiciales. La corrupción no solo erosiona la confianza en el gobierno, sino que también impide que los recursos destinados a servicios públicos esenciales, como la educación y la salud, lleguen a quienes más los necesitan. Además, la escasez de recursos financieros y humanos limita la capacidad del Estado para cumplir con sus obligaciones en materia de derechos. La falta de inversión en servicios básicos contribuye a la perpetuación de la pobreza y la desigualdad, lo que afecta desproporcionadamente a los sectores más vulnerables de la población. Todo esto puede llevar a una falta de confianza en el sistema judicial y en las instituciones responsables de garantizar los derechos, dificultando el acceso a la justicia y la rendición de cuentas[96].

- Falta de conciencia y educación cívica: Muchas personas en la República Dominicana no están plenamente informadas sobre sus derechos, lo que limita su capacidad para exigirlos y defenderlos. Esta falta de conocimiento genera un vacío que puede ser explotado por actores del Estado que no cumplen con sus obligaciones. La educación cívica es crucial para empoderar a los ciudadanos y fomentar una cultura de respeto por los derechos humanos. Iniciativas de educación sobre derechos fundamentales son necesarias para sensibilizar a la población sobre su importancia y para cultivar un entorno donde se valore la participación ciudadana y el ejercicio de los derechos. La implementación de programas educativos que incluyan formación sobre derechos humanos desde la infancia hasta la adultez puede ser una herramienta efectiva para incrementar el conocimiento y la exigibilidad de los derechos, promoviendo así una ciudadanía activa e informada.[115]

- Presiones políticas y sociales: La situación política en el país a menudo influye en la capacidad del Estado para implementar y proteger los derechos fundamentales. Las tensiones sociales y políticas pueden resultar en la represión de ciertos derechos, especialmente en contextos de protesta o disidencia. La represión puede tomar la forma de detenciones arbitrarias, violencia policial o limitaciones a la libertad de expresión y reunión. Estos actos no solo afectan a los individuos directamente involucrados, sino que también generan un clima de miedo y desconfianza que puede inhibir la participación ciudadana y la movilización social en torno a temas de derechos humanos. Las organizaciones de derechos humanos han documentado estos abusos y han instado al gobierno a adoptar medidas que respeten y protejan los derechos de todos los ciudadanos, especialmente durante períodos de agitación social. La comunidad internacional también ha expresado su preocupación por estos temas, lo que añade presión sobre el gobierno dominicano para mejorar su compromiso con los derechos humanos[8].

En resumen, aunque la República Dominicana cuenta con un marco legal que garantiza los derechos fundamentales, la efectividad de su implementación se ve comprometida por la corrupción, la falta de educación cívica y las presiones políticas. Es crucial que el Estado y la sociedad civil trabajen juntos para abordar estos desafíos y asegurar que los derechos de todos los ciudadanos sean respetados y protegidos. La creación de un entorno donde se prioricen la justicia, la equidad y la inclusión es esencial para el fortalecimiento de la democracia y el bienestar de la población dominicana.

## Participación Ciudadana y Consulta Popular
La participación ciudadana es un elemento fundamental en la democracia, ya que permite a los ciudadanos influir en la toma de decisiones y en la formulación de políticas. En la República Dominicana, este concepto se materializa a través de referéndums, plebiscitos y otras iniciativas que fomentan la inclusión y el diálogo entre el gobierno y la población.

### Referéndums y plebiscitos
Los referéndums y plebiscitos son herramientas de participación directa que permiten a los ciudadanos expresar su opinión sobre asuntos específicos, ya sean constitucionales, legales o de políticas públicas. En la República Dominicana, estas herramientas han sido utilizadas en varias ocasiones, permitiendo que el pueblo se pronuncie sobre cuestiones relevantes que afectan su vida y su entorno, fortaleciendo así la democracia participativa.
- Referéndums: Se refieren a la votación popular sobre una propuesta de ley o reforma, donde los ciudadanos tienen la oportunidad de aprobar o rechazar un cambio legislativo. En la República Dominicana, los referéndums han sido un medio crucial para facilitar la participación ciudadana en la toma de decisiones importantes. Un ejemplo notable fue el referéndum de 2000, donde se consultó a la población sobre la reforma constitucional y las modificaciones al sistema electoral. Este referéndum fue significativo porque se buscaba legitimar cambios que afectaban la estructura del gobierno y la forma en que se llevaban a cabo las elecciones, reflejando un deseo de la ciudadanía por un sistema más transparente y democrático. Sin embargo, el referéndum no logró la mayoría requerida, lo que evidenció la falta de consenso entre los diversos sectores de la población respecto a las reformas propuestas. A pesar de esto, sentó un precedente sobre la importancia de la consulta popular en la toma de decisiones que afectan a la nación.[96].

- Plebiscitos: A menudo relacionados con cuestiones políticas, los plebiscitos permiten a los ciudadanos decidir sobre la aceptación o rechazo de propuestas que pueden implicar cambios significativos en el sistema político o social. Estos procesos suelen ser convocados por el gobierno o las instituciones del Estado para legitimar decisiones que requieren un respaldo popular amplio. Un ejemplo de plebiscito en la República Dominicana ocurrió en 1994, donde se llevaron a cabo elecciones presidenciales anticipadas después de un acuerdo político. Aunque no fue un plebiscito en el sentido estricto, la participación popular y la legitimación del proceso fueron esenciales para restaurar la confianza en el sistema democrático tras una crisis electoral. En ese momento, la población tuvo la oportunidad de expresar su opinión sobre el futuro político del país, lo que fortaleció la percepción de legitimidad en el proceso electoral. Además, los plebiscitos han sido utilizados para validar decisiones en torno a temas de interés público, como reformas en la legislación de derechos humanos o políticas sociales. Sin embargo, la eficacia de estos procesos puede verse afectada por factores como la falta de información adecuada, la manipulación política y el clima de desconfianza hacia las instituciones, lo que limita el impacto real de la participación ciudadana en la toma de decisiones. En este contexto, es crucial que los ciudadanos estén bien informados y que existan condiciones para garantizar elecciones libres y justas.[116]

En conclusión, tanto los referéndums como los plebiscitos en la República Dominicana son mecanismos importantes para fomentar la participación ciudadana y fortalecer la democracia. Sin embargo, su efectividad depende de un contexto político que promueva la transparencia, la educación cívica y el respeto a la voluntad popular, aspectos que deben ser continuamente desarrollados para asegurar un compromiso genuino con la participación democrática. La promoción de una cultura de participación y el fortalecimiento de las instituciones democráticas son esenciales para que los referéndums y plebiscitos se utilicen de manera efectiva y se conviertan en una verdadera expresión de la voluntad popular.

### Iniciativa popular para reformas
La iniciativa popular es un mecanismo que permite a los ciudadanos proponer reformas legales o constitucionales mediante la recolección de firmas. Este proceso promueve la participación activa de la ciudadanía en la formulación de políticas y garantiza que las voces de diversos sectores de la sociedad sean escuchadas. En la República Dominicana, la Ley de Iniciativa Popular establece que un cierto porcentaje del electorado debe respaldar la propuesta antes de que sea considerada por el Congreso Nacional para su discusión..
Este mecanismo ha sido utilizado en varias ocasiones para abordar temas de interés público, como reformas a la ley de salud y educación. Por ejemplo, en 2017, un grupo de ciudadanos logró recolectar firmas para proponer una reforma que garantizara un acceso universal a la salud, lo que demuestra cómo la iniciativa popular puede canalizar preocupaciones sociales hacia cambios legislativos. Sin embargo, a pesar de su potencial, la efectividad de este mecanismo puede verse limitada por la burocracia, la falta de recursos para llevar a cabo la recolección de firmas, y la resistencia política de algunos sectores que pueden ver estas iniciativas como amenazas a su poder.
Además, la implementación de la iniciativa popular en la República Dominicana enfrenta desafíos adicionales, como la necesidad de un marco legal más accesible y transparente que facilite la participación ciudadana. En muchos casos, los ciudadanos no están suficientemente informados sobre sus derechos y sobre cómo utilizar la iniciativa popular, lo que limita su capacidad para incidir en la política pública..
Por lo tanto, es fundamental que se realicen esfuerzos para educar a la población sobre este mecanismo y sus procedimientos, así como para promover una cultura de participación que empodere a los ciudadanos. Esto no solo mejoraría la calidad de la democracia en el país, sino que también fomentaría un diálogo más constructivo entre los ciudadanos y sus representantes en el gobierno. En este sentido, la experiencia de otros países que han implementado con éxito mecanismos similares puede ofrecer lecciones valiosas sobre cómo superar los obstáculos actuales y maximizar el impacto de la iniciativa popular en la República Dominicana..

### Ejemplos históricos de participación ciudadana
La historia de la República Dominicana está marcada por momentos clave de participación ciudadana que han influido en su desarrollo político y social. Estos episodios han reflejado el deseo de los ciudadanos de incidir en las decisiones que afectan su vida y su entorno, y han sido fundamentales para la construcción de la democracia en el país.
- La Revolución de Abril de 1965: Este conflicto fue impulsado por un deseo generalizado de restaurar la democracia y el orden constitucional tras el derrocamiento del presidente Juan Bosch en 1963. La participación popular fue crucial, con ciudadanos organizándose y movilizándose para exigir sus derechos y la reinstauración del gobierno legítimo. Este movimiento no solo involucró a sectores políticos, sino también a amplios segmentos de la sociedad civil que participaron en la lucha, lo que resultó en una intervención militar de Estados Unidos. La Revolución de Abril es un ejemplo emblemático de cómo la ciudadanía puede movilizarse en defensa de sus derechos democráticos, a pesar de las adversidades.[95].

- El referéndum constitucional de 2000: Este referéndum permitió a la población pronunciarse sobre la modificación de varios artículos de la Constitución. A través de este proceso, se buscaba asegurar que cualquier cambio legislativo contara con un respaldo popular significativo, promoviendo así un sentido de pertenencia y responsabilidad entre los ciudadanos respecto a su constitución. Aunque el referéndum no alcanzó la mayoría requerida para su aprobación, evidenció la importancia de la participación ciudadana en el proceso de reforma constitucional y la necesidad de que los ciudadanos se involucren en el futuro de su democracia.[101].

- Movimientos sociales contemporáneos: En años recientes, diversos movimientos sociales han surgido en respuesta a cuestiones como la corrupción, la equidad de género y la protección de los derechos humanos. Por ejemplo, el movimiento "Ni Una Menos" ha ganado tracción en la República Dominicana, movilizando a miles para exigir el fin de la violencia de género y la implementación de políticas públicas efectivas para proteger a las mujeres. Estos movimientos han organizado protestas, campañas de concientización y actividades comunitarias que han llevado a un mayor involucramiento de la ciudadanía en el debate político y han influido en la agenda pública, evidenciando la capacidad de la sociedad civil para incidir en la política.[112].

- Protestas por la corrupción y la justicia social: En los últimos años, la ciudadanía ha salido a las calles en múltiples ocasiones para exigir la rendición de cuentas de los funcionarios públicos y la lucha contra la corrupción. Estas movilizaciones han evidenciado un creciente descontento con la clase política y han resaltado la importancia de la transparencia en el gobierno. Un ejemplo notable es la protesta de 2018, que reunió a miles de personas en Santo Domingo, demandando el fin de la impunidad y el fortalecimiento de las instituciones democráticas.[95].

Estos ejemplos históricos subrayan la relevancia de la participación ciudadana en la República Dominicana como un componente esencial del desarrollo democrático. La historia ha demostrado que cuando los ciudadanos se movilizan y expresan sus demandas, pueden influir significativamente en el rumbo del país y en la calidad de su democracia.
En conclusión, la participación ciudadana y la consulta popular son fundamentales para el fortalecimiento de la democracia en la República Dominicana. A través de mecanismos como referéndums, plebiscitos e iniciativas populares, los ciudadanos tienen la oportunidad de involucrarse activamente en la toma de decisiones y en la construcción de un futuro que refleje sus intereses y necesidades.

## Innovaciones y Lenguaje Constitucional
La evolución de la Constitución de la República Dominicana ha estado acompañada de importantes innovaciones en su lenguaje y en su contenido, reflejando un esfuerzo por adaptar el marco legal a las necesidades y demandas contemporáneas de la sociedad. Las reformas recientes han traído consigo mejoras significativas en la redacción y en la conceptualización de derechos y deberes, contribuyendo a la claridad y a la efectividad del texto constitucional.

### Mejores de redacción en reformas recientes
Las reformas recientes han buscado no solo actualizar el contenido de la Constitución, sino también mejorar su redacción para facilitar la comprensión y la aplicación de sus disposiciones. Entre las mejoras más destacadas se incluyen:
- Claridad y precisión: Se han realizado esfuerzos para utilizar un lenguaje más accesible y directo, evitando tecnicismos innecesarios que pudieran dificultar la interpretación de la Constitución por parte de la ciudadanía. Esto es fundamental para promover una mayor conciencia sobre los derechos y deberes consagrados en el texto.
- Inclusión de principios contemporáneos: Las reformas han incorporado conceptos modernos relacionados con los derechos humanos, la igualdad de género y la sostenibilidad ambiental. Por ejemplo, se han añadido referencias explícitas a la protección de los derechos de las minorías y a la equidad de género, reflejando un compromiso con la inclusión y la justicia social en el país.
- Mejora en la estructura organizativa: Las reformas han buscado reorganizar secciones de la Constitución para hacerla más coherente y lógica. Esto facilita la navegación del texto, permitiendo a los ciudadanos localizar rápidamente la información relevante respecto a sus derechos y obligaciones.

#### Lenguaje de la Constitución
El lenguaje de la Constitución ha sido objeto de críticas significativas, especialmente por parte del abogado y lingüista dominicano Fabio J. Guzmán, quien en su obra "El lenguaje de la Constitución dominicana" expone preocupaciones sobre la calidad del lenguaje normativo utilizado en el texto constitucional. Según Guzmán, un alarmante ochenta y ocho por ciento de los artículos de la Constitución (245 de 277) presentan incorrecciones ortográficas o gramaticales, lo que plantea interrogantes sobre la claridad y precisión del documento legal más importante del país.

#### Impacto de la Redacción Deficiente
Las incorrecciones en la redacción de la Constitución pueden tener graves implicaciones. Un lenguaje ambiguo o incorrecto puede dar lugar a interpretaciones erróneas, lo que a su vez puede afectar la aplicación de la ley y la protección de los derechos fundamentales. Guzmán argumenta que una revisión del lenguaje es esencial para asegurar que la Constitución sea un documento accesible y comprensible para todos los ciudadanos, promoviendo así una mayor participación en el proceso democrático.

#### Recomendaciones para Mejorar el Lenguaje Normativo
En su análisis, Guzmán ofrece recomendaciones para mejorar la calidad del lenguaje normativo en la República Dominicana. Sugiere que se adopten estándares de claridad y precisión en la redacción legal, lo que facilitaría la comprensión por parte de la ciudadanía y aumentaría la legitimidad del marco constitucional. La implementación de talleres de capacitación para legisladores y redactores de leyes es una de las estrategias propuestas para elevar la calidad del lenguaje en los documentos oficiales.

### Innovaciones en las reformas recientes
Las reformas recientes de la Constitución de la República Dominicana han introducido varias innovaciones significativas que han tenido un impacto en la estructura y la función del marco constitucional. Entre las más destacadas se incluyen:
- Reconocimiento de nuevos derechos: Se han incorporado derechos específicos que abordan necesidades actuales, como el derecho a la protección de datos personales y el derecho a un ambiente sano. Por ejemplo, la Ley de Protección de Datos Personales, aprobada en 2021, establece un marco legal para garantizar la privacidad y la seguridad de la información personal de los ciudadanos, en consonancia con estándares internacionales. Estas adiciones reflejan una respuesta a la evolución de la sociedad y los nuevos desafíos que enfrenta, garantizando así que el marco constitucional sea pertinente y relevante en el contexto contemporáneo[111].

- Fortalecimiento de la participación ciudadana: Las reformas han establecido mecanismos que fomentan la participación activa de los ciudadanos en la toma de decisiones, como la iniciativa popular y los referéndums. Estos mecanismos no solo fortalecen la democracia, sino que también promueven un sentido de pertenencia y responsabilidad entre los ciudadanos hacia su Constitución. La Ley de Iniciativa Popular, aprobada en 2017, permite a los ciudadanos proponer reformas legislativas, siempre que se recojan suficientes firmas de apoyo, lo que empodera a la población y refuerza su voz en el proceso político[91].

- Protección de derechos de grupos vulnerables: Las recientes enmiendas han hecho hincapié en la protección de los derechos de grupos históricamente marginados, como la comunidad afrodescendiente, las personas con discapacidad y la población LGBTQ+. Por ejemplo, en 2020, el Congreso aprobó la Ley de Igualdad de Derechos y Oportunidades, que busca prevenir la discriminación en todos los ámbitos de la vida pública y privada, asegurando que todos los ciudadanos puedan disfrutar de sus derechos sin temor a represalias. Estas innovaciones son cruciales para construir una sociedad más equitativa y justa[112].

- Mecanismos de control constitucional: Se han implementado nuevas disposiciones que fortalecen los mecanismos de control y revisión de la constitucionalidad de las leyes, asegurando así que las normativas adoptadas por el Estado estén alineadas con los principios fundamentales de la Constitución. Por ejemplo, el Tribunal Constitucional ha ampliado su rol como guardián de los derechos fundamentales, permitiendo que los ciudadanos interpongan recursos de amparo en caso de violaciones. Esto no solo garantiza la protección de los derechos humanos, sino que también promueve un sistema de pesos y contrapesos efectivo dentro del Estado, evitando abusos de poder y garantizando un sistema de justicia más accesible[81].

En conclusión, las innovaciones en las reformas recientes han buscado hacer del texto constitucional un documento más inclusivo, accesible y relevante. Estas reformas reflejan el compromiso del país con la democracia, los derechos humanos y la justicia social, sentando las bases para un futuro más equitativo y participativo. La continua evaluación y mejora de estos mecanismos son esenciales para asegurar que todos los ciudadanos se sientan representados y protegidos dentro del marco constitucional.

## Constitución y Derechos Humanos Internacionales
La Constitución de la República Dominicana establece un marco jurídico que busca garantizar el respeto y la protección de los derechos humanos, integrando principios y disposiciones de tratados internacionales. Esto refuerza el compromiso del país con los estándares internacionales de derechos humanos y establece un marco legal para abordar violaciones y promover la justicia.

### Integración de tratados internacionales
La Constitución de la República Dominicana reconoce la superioridad de los tratados internacionales sobre la legislación interna, lo que significa que los derechos humanos consagrados en estos tratados son directamente aplicables en el país. Esto establece un marco jurídico que permite que las normas internacionales sean invocadas y aplicadas en los tribunales dominicanos, fortaleciendo así la protección de los derechos humanos.
Entre los tratados más relevantes se encuentran:
- Convención Americana sobre Derechos Humanos (CADH): Este tratado, conocido también como Pacto de San José, establece derechos fundamentales como el derecho a la vida, la libertad de expresión, y la protección contra la tortura y otros tratos crueles. La República Dominicana ratificó la CADH en 1977, comprometiéndose a respetar y garantizar estos derechos a todos los ciudadanos. La CADH también crea un sistema de protección que permite a los individuos presentar denuncias ante la Comisión Interamericana de Derechos Humanos (CIDH) si consideran que sus derechos han sido violados. Esto otorga un mecanismo adicional para la defensa de los derechos humanos en el país y subraya la responsabilidad del Estado de actuar conforme a los estándares internacionales.[120]

- Pacto Internacional de Derechos Civiles y Políticos (PIDCP): Este pacto, que la República Dominicana ratificó en 1978, establece derechos relacionados con la vida, la libertad y la seguridad de la persona, así como la libertad de pensamiento, conciencia y religión. El PIDCP exige que los Estados partes se abstengan de violar los derechos consagrados en el pacto y proporciona un marco para la rendición de cuentas en caso de violaciones. La integración de este pacto en la legislación nacional refuerza el marco legal que protege a los ciudadanos frente a abusos del Estado, promoviendo la justicia y la equidad.[121]

- Convención sobre la Eliminación de Todas las Formas de Discriminación contra la Mujer (CEDAW): Este tratado es fundamental para la promoción de la igualdad de género y la protección de los derechos de las mujeres. La República Dominicana se comprometió a eliminar la discriminación en todas sus formas al ratificar la CEDAW en 1984. Este compromiso implica la obligación de adoptar medidas legislativas, administrativas y de otro tipo para garantizar la igualdad de derechos de las mujeres en todos los ámbitos de la vida. La CEDAW no solo proporciona un marco para la promoción de la igualdad de género, sino que también establece mecanismos para monitorear el cumplimiento de sus disposiciones por parte de los Estados.[122]

La integración de estos tratados en el marco legal dominicano no solo fortalece la protección de los derechos humanos, sino que también obliga al Estado a cumplir con sus compromisos internacionales y a rendir cuentas ante organismos internacionales. Sin embargo, su efectividad depende de la voluntad política, la capacitación de los funcionarios y la concienciación de la ciudadanía sobre sus derechos, así como de la implementación efectiva de las normas establecidas.

### Casos de derechos humanos en la Constitución
La Constitución dominicana incluye varios artículos que protegen específicamente los derechos humanos y refuerzan los principios establecidos en los tratados internacionales. Algunos ejemplos incluyen:
- Derecho a la vida y la integridad personal: La Constitución garantiza el derecho a la vida en el Artículo 37, que establece que "la vida humana es inviolable". Este artículo prohíbe la pena de muerte y garantiza el respeto por la vida en todas sus formas. Asimismo, el Artículo 43 prohíbe la tortura y los tratos crueles o inhumanos, alineándose con las obligaciones internacionales de respeto y protección de estos derechos. La implementación de estos derechos es crucial, ya que la República Dominicana ha enfrentado críticas por casos de violencia y abuso por parte de las fuerzas de seguridad, lo que resalta la necesidad de un monitoreo más efectivo y mecanismos de rendición de cuentas[8].

- Libertad de expresión y prensa: La libertad de expresión está protegida bajo el Artículo 49, que garantiza a los ciudadanos el derecho a expresar sus opiniones y a difundir información sin censura. Este derecho es fundamental para una democracia saludable y se alinea con tratados internacionales como el Pacto Internacional de Derechos Civiles y Políticos (PIDCP). Sin embargo, a pesar de esta protección constitucional, ha habido informes sobre restricciones a la libertad de prensa, amenazas a periodistas y la intimidación de quienes critican al gobierno, lo que indica que aún hay desafíos significativos en su implementación.[123]

- Derechos de grupos vulnerables: La Constitución también establece disposiciones para la protección de grupos históricamente marginados, incluidas las mujeres, los niños, las personas con discapacidad y la comunidad LGBTQ+. Estas disposiciones están en consonancia con las recomendaciones de la CEDAW y otros tratados de derechos humanos. Por ejemplo, el Artículo 39 prohíbe toda forma de discriminación y establece la igualdad ante la ley, lo que es esencial para garantizar que todos los ciudadanos, independientemente de su género, orientación sexual o discapacidad, tengan acceso a los mismos derechos y oportunidades. No obstante, la implementación de estas protecciones ha sido inconsistente, y las personas pertenecientes a estas comunidades a menudo enfrentan violencia y discriminación[112].

A pesar de la integración de estos tratados y la protección constitucional de los derechos humanos, la República Dominicana enfrenta desafíos en su implementación efectiva. Los casos de violaciones de derechos humanos, incluidos abusos por parte de las fuerzas de seguridad y la falta de protección para las poblaciones vulnerables, subrayan la necesidad de un mayor compromiso y acción por parte del Estado para garantizar que los derechos humanos sean una realidad para todos los ciudadanos. Esto requiere no solo el fortalecimiento de las instituciones encargadas de proteger los derechos humanos, sino también la promoción de una cultura de respeto por los derechos dentro de la sociedad.
En conclusión, la Constitución de la República Dominicana y su relación con los derechos humanos internacionales forman un marco crucial para la protección y promoción de los derechos fundamentales. Sin embargo, es esencial que el Estado y la sociedad civil trabajen juntos para abordar las brechas existentes y asegurar que todos los ciudadanos puedan disfrutar plenamente de sus derechos.

## Educación Cívica y Día de la Constitución

### Importancia de la educación cívica
La educación cívica es esencial para el desarrollo de una ciudadanía activa y consciente en la República Dominicana. Este tipo de educación busca inculcar en los ciudadanos no solo un conocimiento básico de sus derechos y deberes, sino también una comprensión profunda de los principios democráticos, la historia política del país y el funcionamiento de las instituciones gubernamentales. La Constitución de la República Dominicana establece que los medios de comunicación y las instituciones educativas tienen la responsabilidad de promover la instrucción sobre la Constitución y la formación ciudadana, conforme a los numerales 11 y 13 del artículo 63.
El objetivo de esta norma es ambicioso: formar ciudadanos bien informados que sean capaces de participar activamente en la vida política y social del país. Una educación cívica eficaz no solo empodera a los individuos, sino que también contribuye a crear una cultura de respeto hacia los derechos humanos y la ley. Según un informe de la ONU, la educación cívica puede ser un factor crucial para reducir la apatridia y fomentar la inclusión social, lo que resulta en una ciudadanía más comprometida y responsable.
Además, la educación cívica juega un papel fundamental en la promoción del pensamiento crítico y el diálogo constructivo entre los ciudadanos. Esto es vital en un contexto donde la polarización política puede dificultar el debate democrático. La capacidad de los ciudadanos para cuestionar y analizar información, así como para discutir y debatir de manera constructiva, es esencial para el fortalecimiento de la democracia. Por ejemplo, programas de educación cívica que incluyen el análisis crítico de los medios de comunicación y la promoción del pensamiento analítico pueden contribuir a contrarrestar la desinformación y las noticias falsas, que son preocupaciones crecientes en la era digital.
En un país donde los ciudadanos comprenden sus derechos y responsabilidades, se fomenta un ambiente de confianza hacia las instituciones, lo que resulta en una gobernanza más efectiva y responsable. Esta confianza es crucial para la estabilidad política y social, ya que las personas tienden a participar más en procesos democráticos, como elecciones y referendos, cuando se sienten informadas y empoderadas. Según el informe de la Fundación Global para la Democracia y el Desarrollo (FUNGLODE), el fortalecimiento de la educación cívica podría aumentar la participación ciudadana en un 30% durante los procesos electorales, lo que a su vez podría influir en la calidad de la representación política.
Finalmente, la educación cívica es fundamental para formar ciudadanos responsables que no solo conozcan sus derechos, sino que también entiendan la importancia de cumplir con sus deberes cívicos, como votar, participar en actividades comunitarias y respetar la diversidad y los derechos de los demás. Este enfoque integral no solo promueve un sentido de pertenencia a la nación, sino que también contribuye al desarrollo de un país más cohesivo y solidario.

### Día de la Constitución y su significado
El 6 de noviembre se celebra el Día de la Constitución en la República Dominicana, una fecha que ha sido declarada no laborable y reconocida como fiesta nacional. Esta conmemoración rememora la promulgación de la primera Constitución de la República Dominicana en 1844, un documento fundamental que no solo estableció las bases para el desarrollo del estado, sino que también marcó un hito en la historia de la lucha por la independencia y la soberanía del país. La primera Constitución reflejaba los ideales de libertad, igualdad y justicia, que han guiado el desarrollo político del país a lo largo de los años.
El Día de la Constitución es una ocasión para reflexionar sobre los principios y valores que sustentan la nación dominicana. Durante esta jornada, se realizan diversas actividades, tales como ceremonias oficiales, actos cívicos en escuelas y universidades, y eventos culturales que enfatizan la importancia de la Constitución en la vida del país. La celebración busca promover el respeto y la defensa de los derechos y deberes de los ciudadanos, así como el fortalecimiento de la democracia. Estas actividades son esenciales para educar a las nuevas generaciones sobre la relevancia de la Constitución en la protección de sus derechos.
Además, el Día de la Constitución es una oportunidad para que las autoridades gubernamentales y la sociedad civil se reúnan en un esfuerzo conjunto por reafirmar su compromiso con los valores democráticos. Esto incluye el reconocimiento de los derechos fundamentales consagrados en la Constitución y la promoción de la participación activa de los ciudadanos en la vida política y social. Las actividades comunitarias que se organizan en esta fecha también buscan crear un sentido de unidad y pertenencia entre los dominicanos, recordando que la defensa de la Constitución es responsabilidad de todos. 
A lo largo de los años, el Día de la Constitución ha evolucionado para incluir discusiones sobre la reforma constitucional y la necesidad de adaptarse a los desafíos contemporáneos que enfrenta la República Dominicana, como la protección de los derechos humanos y la igualdad social. Se han llevado a cabo foros y paneles donde se analiza el estado actual de la democracia y se plantean propuestas para mejorar la participación ciudadana.
En resumen, el Día de la Constitución no solo celebra un momento histórico, sino que también actúa como un recordatorio del compromiso continuo de la República Dominicana con la democracia, los derechos humanos y el bienestar de su pueblo.

### Actividades de formación ciudadana
Durante el Día de la Constitución, se realizan diversas actividades que enfatizan la importancia de la Constitución en la vida del país. Estas actividades incluyen ceremonias oficiales, actos cívicos en escuelas y universidades, y eventos culturales. En algunas localidades, se organizan desfiles y actividades comunitarias que fomentan la participación ciudadana y el conocimiento de los derechos constitucionales. Estos eventos son fundamentales para crear conciencia sobre la historia y los valores democráticos, promoviendo un sentido de identidad y pertenencia entre los dominicanos.
Además, el Centro de Recursos Educativos Salomeu y el Registro de Iniciativas Ciudadanas (RIC) han desarrollado material didáctico para facilitar la enseñanza de la Constitución. Este material didáctico utiliza esquemas ilustrados y tablas para exponer los temas de manera accesible. Incluye un glosario, una biblioteca virtual básica, ejercicios de toma de decisiones y herramientas evaluativas como crucigramas interactivos, abarcando los diversos aspectos de la Constitución dominicana. Este enfoque busca atraer a los jóvenes y facilitar su comprensión del marco legal del país, promoviendo así un aprendizaje significativo.
También se realizan foros y talleres sobre temas relacionados con la Constitución, donde expertos en derechos humanos, derecho constitucional y educación cívica abordan la importancia de los derechos fundamentales y la participación ciudadana. Estas iniciativas no solo sirven para educar, sino que también fomentan el diálogo y el intercambio de ideas entre diferentes sectores de la sociedad, creando un ambiente propicio para el desarrollo de una cultura cívica sólida. La participación de estudiantes, académicos y líderes comunitarios en estos espacios es esencial para fortalecer la cohesión social y la confianza en las instituciones democráticas.
En resumen, la educación cívica y el Día de la Constitución son elementos fundamentales para la construcción de una sociedad democrática en la República Dominicana. A través de la promoción de la educación cívica y la celebración de este día, se busca empoderar a los ciudadanos y reforzar su compromiso con los valores democráticos, garantizando así un futuro más equitativo y participativo para todos. La educación y la participación ciudadana son pilares esenciales que contribuyen a la estabilidad y desarrollo de la nación.